# 1973 год в СССР

## События

### Январь
- 1 января — Новогоднее поздравление советскому народу по телевидению и радио произнес Председатель Совета Министров СССР Косыгин, Алексей Николаевич[1].
- 2 января — Астероид (11785) Миигаик — назван в честь Московского государственного университета геодезии и картографии был открыт Н. С. Черных в Крымской астрофизической обсерватории.
- 3 января — Президиум ВС СССР принял указ об уголовной ответственности за угон воздушного судна[2].
- 4 января
  - Начало работы Казанского филиала АН СССР. В его составе — институты органической и физической химии имени А. Е. Арбузова, физико-технический и биологии. После завершения реформы высшей школы и Академии наук, деятельность КФАН СССР, приостановленная в 1963 году наряду с другими структурами АН СССР.[3][4].
  - Ввод в строй на Ровенском заводе азотных удобрений им. 50-летия СССР мощности по производству 765 тыс. тонн минеральных удобрений и 100 тыс. тонн слабой азотной кислоты в год[5].
- 4 — 6 января — Пребывание в Москве проездом в Париж члена Политбюро, секретаря ЦК ПТВ, специального советника делегации ДРВ Ле Дык Тхо на подписание Парижского соглашения о прекращении войны и восстановлении мира во Вьетнаме. Встреча с членом Политбюро ЦК КПСС Кириленко А. П. и секретарем ЦК КПСС Катушевемым К. Ф.[4].
- 5 января
  - На парашютодроме ВДВ «Слободка» близ Тулы с военно-транспортного самолёта Ан-12Б совершено первое в мире десантирование на парашютно-платформенных средствах в комплексе «Кентавр» (парашютно-платформенная система) гусеничной боевой машины десанта (БМД) с экипажем внутри машины. Командиром экипажа был подполковник Леонид Гаврилович Зуев, а оператором-наводчиком — старший лейтенант Маргелов Александр Васильевич, сын командующего Воздушно-десантными войсками.
  - Постановление ЦК КПСС, Совмина СССР, ВЦСПС, ЦК ВЛКСМ № 15 "Об учреждении знака «Победитель социалистического соревнования» 1973 года. Победитель социалистического соревнования 1973 года

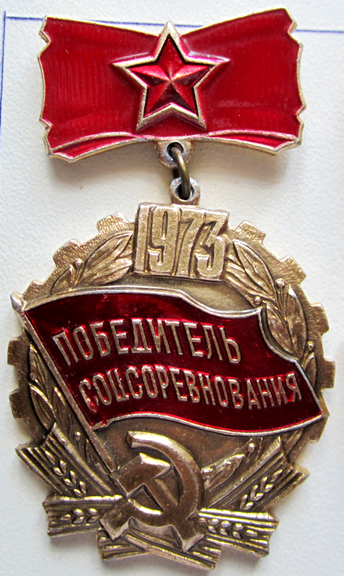
Победитель социалистического соревнования 1973 года

  - Указом Президиума Верховного Совета СССР казахские республиканские молодёжные газеты «Ленинская смена» и «Лениншилжас» («Ленинская молодёжь») награждены орденом «Знак Почёта»[6].
  - Указ Президиума Верховного Совета СССР о награждении первого секретаря ЦК ПОРП Эдварда Герека Орденом Ленина за выдающую роль в развитии братской дружбы и сотрудничества между народами СССР и Польши, за большой вклад в укрепление дела мира и социализма и в честь 60 летия со дня рождения[7].
  - Указ Президиума Верховного Совета СССР о награждении первого секретаря Коммунистической партии Литвы Снечкуса Антанаса Юозовича за большие заслуги перед Коммунистической партией и Советским государством и в связи с 70-летием со дня рождения золотой медалью Серп и Молот и восьмым Орденом Ленина[8].
  - Введено в эксплуатацию 3-я очередь ткацкого производства Оршанского льнокомбината рассчитанный на 2,8 млн м². ткани в год[9].
- 8 января
  - Переговоры в Москве Министра иностранных дел СССР А. А. Громыко с Министром иностранных дел ГДР Отто Винцером[10].
  - Государственная комиссия подписала акт ввода в эксплуатацию 3-й очереди газопроводной магистрали «Центральная Азия — Центр»[10].
- 8 — 16 января — Визит делегации Альтинга Исландии во главе с председателем Эйстейн Йонссоном в СССР и встреча с заместитель председателя Президиума Верховного Совета СССР Г. С. Дзоценидзе[10].
- 9 января — Указ Президиума Верховного Совета СССР о награждении Генерального секретаря ЦК КПЧ Густава Гусака Орденом Ленина за выдающую роль в развитии братской дружбы и сотрудничества между народами СССР и ЧССР, большой вклад в укрепление дела мира и социализма и в честь 60 летия со дня рождения[11].
- 10 — 13 января — Рабочая поездка Председателя Совета Министров СССР А. Н. Косыгина в Тюменскую области. Совещание с руководителями предприятий электрической, нефтяной и газовой промышленности[12].
- 11 января — Введена в эксплуатацию 5 коксовая батарея на Авдеевском коксохимическом заводе имени 50-летия СССР[9].
- 11 — 12 января — Неофициальная встреча в Заславле близ Минска Генсека ЦК КПСС Леонида Брежнева с президентом Франции Жоржем Помпиду второй визит в СССР.[13][14]
- 12 января — Указ президиума Верховного Совета СССР о награждении Ленинградской ситценабивной фабрики им. Веры Слуцкой орденом Октябрьской Революции в связи с 150-летием со дня основания[15].
- 14 — 15 января — Рабочая поездка Председателя Совета Министров СССР А. Н. Косыгина в Оренбургскую область. Совещание с руководителями предприятия участвующими в строительстве Оренбургского газового комплекса[16].
- 15 — 16 января — Совещание министров иностранных дел Болгарии, Венгрии, ГДР, Польши, Румынии, СССР и Чехословакии по вопросам безопасности в Европе. Состоялась встреча с Брежневым[17].
- 16 января 
  - Мягкая посадка на поверхность Луны в восточную часть Моря Ясности, запущенной с Земли 8 января, советской межпланетной станции «Луна-21» с автоматическим самоходным аппаратом «Луноход-2» для исследования спутника Земли. Почтовая марка СССР. 1973. «Луноход-2»

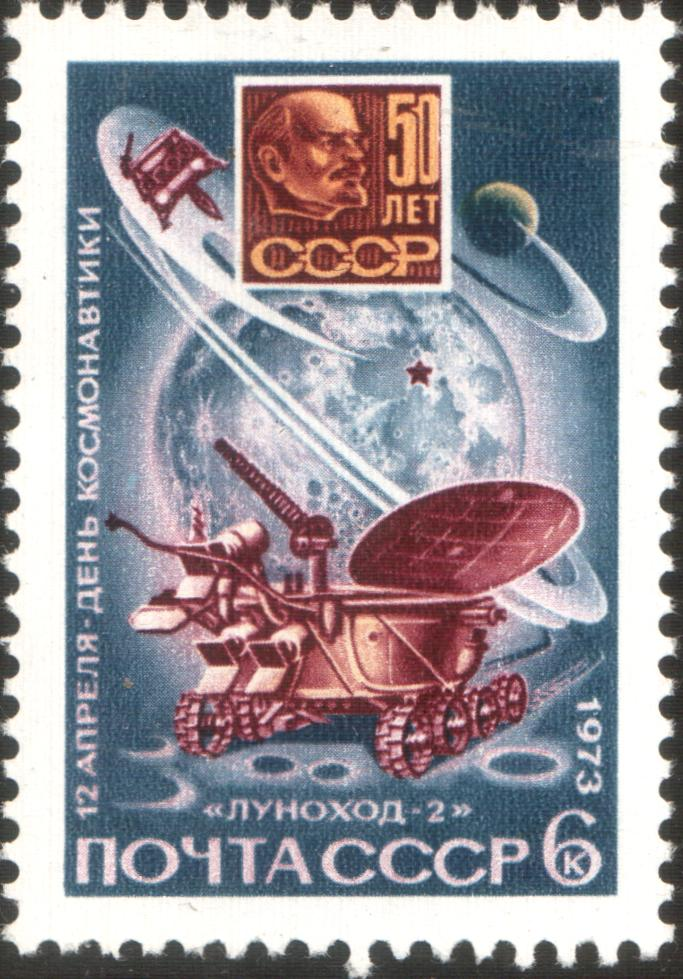
Почтовая марка СССР. 1973. «Луноход-2»

  - Введено в эксплуатацию нового крупного месторождения олова «Трудовое» в Киргизской ССР[17].
- 16 — 17 января — Рабочая поездка Председателя Совета Министров СССР А. Н. Косыгина в Башкирскую АССР. Совещание с руководителями республики.
- 16 — 18 января — Всесоюзное совещание работников высших учебных заведений в Москве. В СССР 824 ВУЗа в которых учатся свыше 4600 тыс. студентов[18].
- 16 — 18 января — Митинг в Грозном
- 17 января — Указ президиума Верховного Совета СССР о награждении Закавказской железной дороги орденом Октябрьской Революции в связи с 100-летием со дня основания.
- 18 января
  - Советское правительство направило ответную ноту правительствам стран входящим в блок НАТО (Бельгии, Великобритании, Греции, Дании, Италии, Канады, Люксембурга, Нидерландов, Норвегии, США, Турции и ФРГ) относительно подготовительных консультаций к переговорам о сокращении вооружённых сил и вооружений в Европе. Ответ на ноту от 15 ноября 1972 года[19].
  - Введена в эксплуатацию 1 очередь завода крупногабаритных шин Белорусского шинного комбината.
- 19 января — 8-й пленум ЦК ВЛКСМ. Обсуждение задач комсомола, вытекающих из решений Декабрьского пленума ЦК КПСС 1972 года и доклада Л. И. Брежнева «О пятидесятилетии СССР».
- 21 января — Катастрофа Ан-24 под Пермью.
- 21 — 28 января — Официальный визит в Польшу делегации советских деятель культуры во главе с министром культуры СССР Фурцевой Е. А.. Обсуждение планов культурного сотрудничества между странами[20].
- 22 января — В Афинах подписано соглашение о воздушном сообщении между СССР и Грецией[21].
- 22 — 25 января — Визит в СССР министра иностранных дел Марокко Мохамеда Бенхима и встреча с Председателем Совета Министров СССР А. Н. Косыгиным и Министром иностранных дел СССР А. А. Громыко[22].
- 23 января
  - Указ президиума Верховного Совета СССР о награждении Научно-технических обществ СССР орденом Ленина[23].
  - Указ Президиума Верховного Совета СССР о награждении кинорежиссёра Александрова Григория Васильевича за выдающиеся заслуги в развитии советского киноискусства и в связи с 70-летием золотой медалью Серп и Молот и третьим Орденом Ленина[23].
- 23 — 26 января — 61 заседание Исполнительного комитета СЭВ в Москве. Участие в заседании приняли представители СФРЮ[24].
- 25 января
  - Указ президиума Верховного Совета СССР о награждении Научно-исследовательский институт педиатрии АМН СССР Орденом Ленина и Азербайджанский Научно-исследовательский институт вирусологии, микробиологии и гигиены им. Г. М. Мусабекова орденом Трудового Красного Знамени.
  - Установлен Памятник Александру Фадееву в Москве на Миусской площади (скульптор В. А. Фёдоров, архитекторы М. Е. Константинов, В. Н. Фурсов)[23].
- 26 января
  - Президиум Верховного Совета СССР ратифицировал соглашение между правительствами СССР и САР об экономическом и техническом сотрудничестве.
  - Визит в Москву на кратковременное лечение Первого секретаря ЦК МНРП, Председателя Совета Министров МНР Юмжагийн Цеденбала и встреча с Л. И. Брежневым[22].
- 26 — 31 января — Встреча в Москве проездом из Парижа члена Политбюро, секретаря ЦК ПТВ, специального советника делегации ДРВ Ле Дык Тхо и Генсеком ЦК КПСС Леонидом Брежневым[25].
- 27 января
  - Чивруайская трагедия — гибель группы из 10 туристов-лыжников (студентов из Куйбышева) в Ловозёрских тундрах (Кольский полуостров).
  - Торжественное открытие «Дома печати» в Таллине[24][26].
- 29 января
  - Ввод в эксплуатацию 200 километровой ЛЭП Красново́дск —Кара-Богаз-Гол.
  - Установлен памятник бронзовый подгрудный бюст Александру Мясникову — советскому терапевту и академику АМН СССР возле Московского института кардиологии. Авторами проекта являются скульптор М. П. Оленин и архитектор Виктор Валерьянович Калинин[27].
- 29 января — 2 февраля
  - Пребывание в СССР делегации ГДР во главе с заместителем председателя Совета Министров и председатель Государственной плановой комиссии Герхардом Шюрером. 13-е заседание межправительственной комиссии, в ходе которой подписано соглашения о сотрудничестве в различных областях[28].
  - 5-я сессия комиссии по промышленному, экономическому и научно-техническому сотрудничеству в Австрии. Подписано соглашение о развитии сотрудничества между СССР и Австрией на десятилетний период. Возглавлял советскую делегацию Н. С. Патоличев. Встречи с президентом Австрии Францем Йозефом Йонасом и министром иностранных дел Рудольф Кирхшлегер[29].
- 30 января — 1 февраля — Визит в СССР заместителя премьер-министра, министра иностранных дел ДРВ Нгуен Дуй Чинь[30].
- 31 января — Встреча Лиме в Министра рыбного хозяйства СССР А. А. Ишкова с Президентом Перу Хуа́н Франси́ско Вела́ско Альвара́до. Подписание протокола комиссии по рыболовству и контракт на строительство рыбопромышленного комплекса в районе Пайта[30].
- Без точной даты
  - Зенитный ракетный комплекс под обозначением 2К12М1 «Куб-М1» приняли на вооружение в СССР.

### Февраль
- 1 февраля — Указ президиума Верховного Совета СССР о награждении Наманганской области Узбекской ССР Орденом Ленина за большие успехи, достигнутые трудящимися области по развитию народного хозяйства и особенно по производству хлопка[28].
- 2 февраля — Министром сельского хозяйства СССР назначен Дмитрий Полянский вместо Владимира Мацкевича, добровольно подававшего в отставку и руководивший отраслью 12 лет (в 1955-1960-м и в 1965- 1973-м).
- 3 февраля — На Новолипецком металлургическом комбинате введён в строй комплекс крупнейшей в СССР и Европе доменной печи № 5. Ежегодная выплавка чугуна 2 200 тысяч тонн[31].
- 4 — 8 февраля — Визит в СССР специального представителя президента Пакистана — министра образования, межправительственной координации, юстиции и по парламентским вопросам Абдул Хафиз Пирзада. Подписан план культурных и научных обменов между странами на 1973 год.
- 7 февраля — Политбюро Коммунистической партии Советского Союза одобрило рекомендацию директора КГБ Юрия Андропова выделить 100 000 долларов в американской валюте для оказания влияния на парламентские выборы 4 марта в Чили.[32]
- 7 — 10 февраля
  - Визит в СССР советника по национальной безопасности АРЕ Мохаммеда Хафеза Исмаила[англ.] и встреча с Генсеком ЦК КПСС Леонидом Брежневым и министром иностранных дел СССР А. А. Громыко. Обсуждение вопросов ситуации на Ближнем Востоке[33].
  - Визит в СССР правительственной делегации Туниса во главе с послом — директором департамента международного сотрудничества МИД А. Хеддой. Подписан протокол о товарообороте между странами на 1973 год[33].
- 8 — 20 февраля — Месяц советско-индийской дружбы. Визит в Индию правительственной делегации СССР во главе с председателем Государственного комитета Совета Министров СССР по внешним экономическим связям С. А. Скачковым. Первое заседание межправительственной комиссии по программам сотрудничества в области прикладных наук и техники[34].
- 9 февраля
  - Указ президиума Верховного Совета СССР о награждении гражданской авиации СССР (Аэрофлот) Орденом Октябрьской Революции за большие успехи в развитии воздушного транспорта, значительный вклад в выполнение планов по перевозке пассажиров, применению авиации в народном хозяйстве страны, освоение новой авиационной техники и в связи с 50-летием со дня создания[35].
  - Советский российский серийный убийца Анатолий Уткин был задержан полицией в Ульяновске после убийства кассира текстильной фабрики и попытке ограбления сейфа кассы. Затем он поджег здание, но оставил после себя ведро. Уткин был признан виновным в совершении девяти убийств в период с 1968 по 1973 год и казнён 12 сентября 1975 года.
- 10 — 14 февраля — Визит в СССР делегации ФРГ во главе с министром экономики Гансом Фридериксом для участия во 2-й сессии комиссии по экономическому и научно-техническому сотрудничеству. Встреча с Председателем Совета Министров СССР А. Н. Косыгиным[36].
- 11 февраля — Победу на Чемпионате Европы по фигурному катанию среди пар одержали представители СССР Ирина Роднина и Александр Зайцев, в танцах вновь стали Людмила Пахомова и Александр Горшков. Серебро у мужчины выиграл Сергей Четверухин и в парном катании Людмила Смирнова и Алексей Уланов.
- 12 февраля — На Днепропетровском заводе им. Ленина запущен стан холодного проката труб ХТП-2-40. Впервые в мировой практике создан агрегат, способный одновременно прокладывать две стальные трубы[37].
- 13 — 15 февраля — Визит в Болгарию на 15-е заседание межправительственной комиссии правительственной делегации СССР во главе с заместителем Председателя Совета Министров СССР и постоянным представителем СССР в СЭВ М. А. Лесечко, в ходе которой подписано соглашения о сотрудничестве в различных областях[38].
- 14 февраля — Организация Объединённых Наций объявила в своём докладе о численности населения мира за 1970 год. Китайский город Шанхай с населением 10 820 000 человек стал крупнейшим в мире, вытеснив столицу Японии Токио с населением 8 840 942 человека в списке на второе место. Нью-Йорк остался на третьем месте с 7 894 862 жителями. В первой пятерке списка Лондон (7 379 014 в 1971 году) и Москва (7 050 000).[39]
- 15 февраля
  - В Москве встреча Леонида Брежнева с представителем деловых кругов США и «большим другом Советского Союза» Армандом Хаммером[38].
  - Указ президиума Верховного Совета СССР о награждении Московского технологического института пищевой промышленности Орденом Трудового Красного Знамени за большие заслуги в подготовке специалистов для народного хозяйстваи развития научных исследований[38].
- 16 февраля
  - Указ Президиума Верховного Совета СССР о награждении Подгорного Николая Викторовича за большие заслуги перед Коммунистической партией и Советским государством и в связи с 70-летием со дня рождения второй золотой медалью Серп и Молот и пятым Орденом Ленина[40][41].
  - В Ленинграде со стапеля завода имени А. А. Жданова спущен первый корабль этого года — «Брянский машиностроитель». Он был назван этим именем в честь столетия Брянского машиностроительного завода.
- 19 февраля
  - Катастрофа Ту-154 в Праге.
  - Впервые вышла в эфир научно-популярная программа телевидения «Человек. Земля. Вселенная». Тематика — космос и выдающие личности, изучающие его. Ведущим стал лётчик-космонавт Виталий Севастьянов, Герой Советского Союза. Он рассказывал о значимых событиях, открытиях в области изучения космического пространства, проводил выездные и студийные интервью с учёными и специалистами. Программа выходила в эфир еженедельно, по выходным[42].
- 20 февраля
  - В Улан-Баторе подписано соглашение об экономическом и техническом сотрудничестве в освоении медно-молибденового месторождения Эрдэнэтийн-овоо в Монголии. Делегацию СССР возглавлял заместитель Председателя Совета министров СССР, Председатель Государственного комитета СССР по делам строительства И. Т. Новиков[34].
  - Комитет по делам изобретений и открытий при Совете Министров СССР зарегистрировано открытие советским ученым С. М. Барановым «Явление изменения структуры и свойств сплавов на железной основе» под № 124 с приоритетом от 7 июня 1951 г.
- 21 февраля — Указ Президиума ВС СССР от 21.02.1973 N 3959-VIII «О внесении изменений и дополнений в Основы гражданского законодательства Союза ССР и союзных республик». Изменение законодательства в правоотношениях авторского права на произведения для присоединения к Всемирной конвенции об авторском праве.
- 22 — 24 февраля — Визит Л. И. Брежнева в Чехословакию для участия в праздновании 25-й годовщины февральской победы трудящихся ЧССР[43].
- 22 февраля
  - Совет Министров СССР принял постановление. № 122 об организации Кемеровского государственного университета.
  - Невинномысском химическом комбинате получен аммиак на первой крупнотоннажной установке по энерготехнологической схеме по технологии фирмы ТЕС (Япония).
- 23 февраля
  - В Москве достигнуто советско-американской соглашение о рациональных основах рыболовного промысла в Атлантическом и Тихом океане близ побережья США[43].
  - Почетное награждение в Чехословакии Л. И. Брежнева — орденом Белого льва, высшей государственной наградой[44].
  - Постановление Совета Министров РСФСР № 89 «Об организации Всероссийского добровольного общества автомотолюбителей». В целях объединения граждан-автомотолюбителей, совершенствования их водительских навыков, воспитания высокой ответственности и дисциплинированности при управлении транспортными средствами, активного участия в массовой разъяснительной работе по предупреждению нарушений правил дорожного движения.
- 23 — 24 февраля — Визит в СССР заместителя премьер-министра, министра иностранных дел ДРВ Нгуен Дуй Чинь.
- 24 февраля
  - Катастрофа Ил-18 под Ленинабадом.
  - Восьмая подряд победа сборной СССР на чемпионате мира по хоккею с мячом в Москве.
  - В телеэфир впервые вышла передача «Очевидное — невероятное»[45]. Бессменным ведущим передачи был советский и российский учёный-физик, профессор Сергей Петрович Капица (1928—2012), автором и вдохновителем — учёный-физик и лимнолог, журналист, популяризатор науки Лев Николаевич Николаев (1937—2011).
- 24 февраля — 3 марта — Международная конференция по Вьетнаму во Франции. Делегацию СССР возглавлял А. А. Громыко[46].
- 26 февраля — 2 марта
  - Чемпионат мира по фигурному катанию, проходил в Братиславе (Чехословакия). Медальный зачет СССР повторил Чемпионат Европы по фигурному катанию 1973. Победу среди пар одержали представители СССР Ирина Роднина и Александр Зайцев, а в танцах чемпионами стали Людмила Пахомова и Александр Горшков.
  - Визит в СССР военного министра и главнокомандующего вооружёнными силами АРЕ генерал-полковником Ахмед Исмаил Алипо вопросам национальной безопасности и встреча с Генсеком ЦК КПСС Леонидом Брежневым[46].
- 26 февраля — 7 марта — Третья сессия межправительственной комиссии по экономическому и научно-техническому сотрудничеству на Кубе советскую делегацию возглавлял заместитель Председателя Совета Министров СССР В. Н. Новиков[46].
- 27 февраля
  - СССР присоединился ко Всемирной конвенции об авторском праве (ВКАП) в женевской версии 1952 года. До этого СССР не участвовал ни в каких многосторонних международных соглашениях по авторскому праву.
  - Указ президиума Верховного Совета СССР о награждении Всесоюзного общества изобретателей и рационализаторов Орденом Ленина за большую и плодотворную работу по развитию технического творчества трудящихся и активное содействие внедрению в производство изобретений и рационализаторских предложений[47][48].
- 28 февраля
  - Катастрофа Як-40 под Семипалатинском.
  - IV съезд Всесоюзного общества изобретателей и рационализаторов в Москве[47].
- Без точной даты
  - Начало реставрации в ГМИИ имени А. С. Пушкина картины голландского художника Рембрандта «Артаксеркс, Аман и Эсфирь» под руководством С. С. Чуракова[49].

### Март
- 1 марта — Обмен документов членов КПСС. По традиции партийный билет № 1 выписан В. И. Ленину, а № 2 — генеральному секретарю ЦК Л. И. Брежневу. Партбилет № 3 вручён Михаилу Суслову, № 4 — Алексею Косыгину, № 5 — Николаю Подгорному.[50]. Партийный билет КПСС. Образец (1973—1991 годы)
- 2 марта

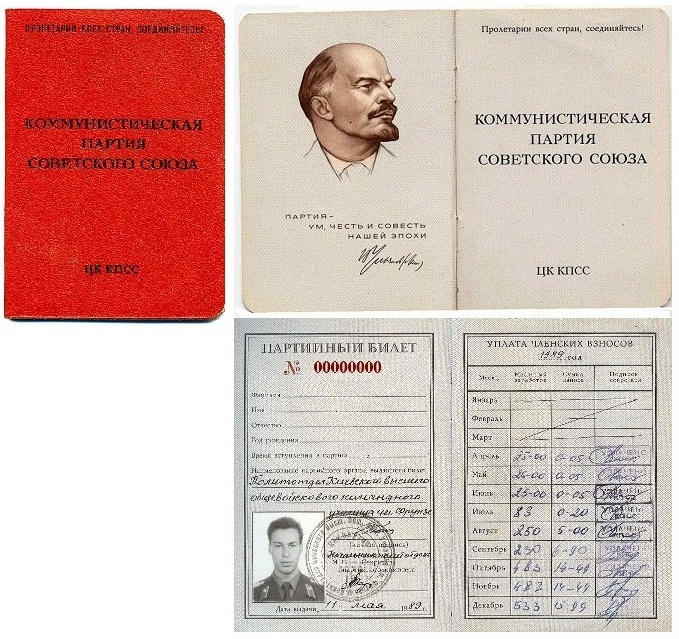
Партийный билет КПСС. Образец (1973—1991 годы)

  - Указ президиума Верховного Совета СССР о награждении Государственный академический театр имени Моссовета Орденом Ленина за большие заслуги в развитии театрального искусства в связи с 50-летием образования[51].
  - На Дальневосточном горно-металлургическом комбинате им. В. И. Ленина приступили к промышленному освоению нового свинцово-цинкового месторождения «Садовое» в окрестностях Дальнегорска[52]
  - Завершено сооружение 1-й очереди водовода Апаран — Ереван протяженностью 57 км.
- 3 марта
  - Катастрофа Ил-18 в Сходне. Погибли все 25 человек на борту.
  - На Орловском сталепрокатном заводе имени 50-летия Октября запустили три автоматические линии. Проектная мощность завода рассчитана на 100 тыс. тонн калиброванной стали.
- 5 марта — Указы Президиума Верховного Совета СССР о награждении Талды-Курганской и Тургайской областей орденом Ленина за большие заслуги в развитии народного хозяйства[53].
- 6 марта
  - В Москве проходила сессия общего собрания Академии наук СССР, посвященное 500-летию со дня рождения Н. Коперника. Состоялось общее собрание ВАСХНИЛ[54].
  - Указ Президиума Верховного Совета СССР о награждении Комитет советских женщин орденом Дружбы Народов[54].
- 6 — 8 марта — Визит в Москву правительственной делегации НДР Йемен во главе с премьер-министром НДРЙ Али Насер Мухаммедом и встреча его с генеральным секретарем ЦК КПСС Л. И. Брежневым[55].
- 7 марта
  - Указ Президиума Верховного Совета СССР о награждении министра иностранных дел ВПР РЮВ Нгуен Тхи Бинь Орденом Дружбы Народов[56].
  - Указ Президиума Верховного Совета СССР о награждении Ижорский завод им. А. А. Жданова орденом Октябрьской Революции.
- 9 марта
  - Обращение Президиума Верховного Совета СССР к королю Иордании Хусейн ибн Талалу с призывом сохранить жизнь политическому деятелю палестинского движения сопротивления Абу-Дауду и другим арестованным палестинцам[55].
  - Указ Президиума Верховного Совета СССР о присвоении звания Героя Социалистического Труда Михалкову Сергею Владимировичу за большие заслуги в развитии советской литературы, плодотворную общественную деятельность и в связи с 60-летием со дня рождения с вручением третьего ордена Ленина и золотой медали «Серп и Молот»[57].
- 9 — 22 марта — Визит министра внешней торговли СССР Н. С. Патоличев в Австралию, Новую Зеландию и Таиланд и подписание в Канберре соглашения по развитии торгово-экономических отношений[58].
- 9 марта — 4 апреля — 2-я Международная выставка произведений художников-публицистов «Сатира в борьбе за мир» в Москве.
- 11 — 14 марта — Визит в СССР помощника президента США по экономическим вопросам министра финансов США Джорджа Шульца и встреча его с генеральным секретарем ЦК КПСС Л. И. Брежневым[59].
- 12 марта — В Женеве возобновились Советско-Американские переговоры по ограничению стратегического вооружения[60].
- 13 марта — Указ Президиума Верховного Совета СССР № 4034-VIII о возмещении вреда, причиненного членами экипажа гражданского воздушного судна в связи с исполнением ими своих служебных обязанностей.
- 14 — 16 марта — Визит в Иран Председателя Совета Министров СССР А. Н. Косыгина и встреча с Шахиншахом Мохаммедом Реза Пехлеви. Открытие завода и подписание соглашения о сотрудничестве и расширении металлургического завода в Исфахане[61].
- 14 — 16 марта — Визит в Великобританию делегации советско-английской секции парламентской группы СССР во главе с депутатом Верховного Совета СССР, главный редактор газеты «Советская культура» Романовым А. В..
- 15 марта — Сенатор Джексон внес на рассмотрение сената поправку к законопроекту о торговой реформе, поддержанную 73 сенаторами. В соответствии с поправкой Советскому Союзу не следовало предоставлять кредиты и режим наибольшего благоприятствования в торговле до тех пор, пока СССР не снимет ограничений на выезд советских граждан за границу.
- 17 марта — Постановление Совета Министров СССР о мерах по дальнейшему развитию сети детских дошкольных учреждений в колхозах[62].
- 18 марта — Комитетом по делам изобретений и открытий при Совете Министров СССР зарегистрировано открытие советских ученых В. И. Гольданского, В. Л. Тальрозе, А. Н. Дрёмина, П. А. Ямпольского, Г. А. Ададурова, А. Н. Михайлова, И. М. Баркалова и Т. Н. Игнатовича "Явление полимеризации в ударной волне под № 125 с приоритетом от 23 июня 1964 г.
- 19 марта — Указ Президиума Верховного Совета СССР о присвоении звания Героя Советского Союза с вручением ордена Ленина и медали «Золотая Звезда» испытателям капитанам 2-го ранга — командиру корабля Ю. Г. Пыхину и членам экипажа Ю. П. Филипьеву и В. М. Шишкину за создание, испытание и освоение новой военной техники, а также проявленные при этом мужество и отвагу. Трое моряков стали первыми отечественными гидронавтами, удостоенными звания Героев Советского Союза.
Осенью 1972 года в Северной Атлантике произведены океанические испытания глубоководного аппарата «Селигера» достигнувшего глубины в 2 000 метров.
- 19 — 21 марта — Первая сессия смешанной советско-американской комиссии по научно-техническому сотрудничеству в Вашингтоне[63].
- 19 — 26 марта — Визит в Колумбию делегации Верховного Совета СССР во главе с заместителем председателя Совета Национальностей Верховного Совета СССР Лобаноком А. В..
- 20 марта
  - В Вашингтоне встреча президента США Ричарда Никсона с первым заместителем председателя ГКНТ Трапезниковым В. А.. Обсуждались вопросы работы комиссии по научно-техническому сотрудничеству[64].
  - На Липецком цементном заводе введена в эксплуатацию линия по производству цемента сухим способом и запущены автоматизированные системы управления технологическими процессами (АСУТП). Производственная печь стала первой полностью отечественной линией по производству цемента сухим способом и вдвое производительней действующих установок в СССР, так же впервые были применены рукавные фильтры на цементных мельницах[65].
- 21 марта — В Улан-Удэ введена первая очередь предприятие металлических мостовых конструкциях мощностью в 20 тыс. тонн. Завод «Улан-Удэ стальмост» был сдан в эксплуатацию в 1973 году и вошёл в группу специализированных предприятий, которые были объединены во всесоюзный трест «Мостострой индустрия» Министерства транспортного строительства и Главмостостроя.[66].
- 21 — 24 марта — Визит в СССР заместителя генерального секретаря Регионального руководства ПАСВ Ирака, заместитель председателя Совета революционного командования Ирака Саддама Хусейна и встреча его с генеральным секретарем ЦК КПСС Л. И. Брежневым и Председателем Совета Министров СССР А. Н. Косыгиным[67].
- 21 — 28 марта — Визит в Италию делегации Парламентской группы СССР во главе с Шитиковым А. П.[67].
- 22 марта — Подписание в Вашингтоне соглашения с Экспортно-импортным банком США и другими банками по вопросу долгосрочных кредитов для оплаты закупаемых в США советскими внешнеторговыми организациями машин и оборудования. В частности для производства завода КАМАЗ[67].
- 24 марта — Введен новый производственный корпус радиозавода имени А. С. Попова — рижского предприятия производственно-технического объединения Радиотехника в районе Иманте Риги. Реконструкции завода проводилась для увеличения производства[68].
- 26 марта — 3 апреля — Визит в СССР руководителя департамента общественной экономики Эрнста Бруггера встреча с министром внешней торговли СССР Н. С. Патоличевым для обмена нотами по вопросу создания комиссии по научно-техническому и промышленно-экономическому сотрудничеству между странами[69].
- 27 марта
  - Комитетом по делам изобретений и открытий при Совете Министров СССР зарегистрировано открытие советских ученых Е. С. Машковой, В. А. Молчанова, Д. Д. Одинцова, В. Г. Тельковского и В. М. Чичерова "Явление анизотропии ионно-электронной эмиссии монокристаллов под № 126 с приоритетом от 13 октября 1960 г.
  - На Запорожской ГРЭС введен в строй 4-й агрегат и завершено строительство 1-й очереди мощностью 1200 МВт включающей в себя четыре пылеугольных блока с однокорпусными котлами (первый блок введён в строй 25 ноября 1972 года, второй блок через 20 дней, третий — 31 декабря)[70].
  - В Куала-Лумпур подписана программа культурного и научного обмена между СССР и Малайзией на 1973 год.
- 28 марта — 2 апреля
  - Визит в ЙАР делегации Верховного Совета СССР во главе с членом Президиума Верховного Совета Табеевым Ф. А. по вопросам развития нефтяной промышленности СССР.
  - Визит в СССР делегации Марокко во главе с министром торговли, промышленности и торгового флота Абделькадера Бен Слимана на 3-е заседание межправительственной комиссии по экономическому и научно-техническому сотрудничеству[71].
- 30 марта — В Вашингтоне встреча президента США Ричарда Никсона с первым заместителем председателя министром культуры СССР Фурцевой Е. А.. В Национальной галерее открылась выставка «Сокровища советских музеев»[72].

### Апрель
- 1 апреля — В Большом театре СССР состоялся концерт посвященный 100-летию со дня рождения С. В. Рахманинова[73].
- 2 апреля — Указ президиума Верховного Совета СССР о награждении журнала Огонёк Орденом Ленина за плодотворную работу по воспитанию трудящихся, освещению общественно-политической жизни советского народа. В связи с 50-летием выхода советского первого номера журнала[72].
- 2 — 6 апреля
  - Визит в Швецию Председателя Совета Министров СССР А. Н. Косыгина и переговоры с премьер-министром Улофом Пальме. В Стокгольме подписаны советско-шведские документы: соглашение о морском судоходстве между СССР и Швецией, протокол о взаимном освобождении судоходных предприятий от уплаты налогов, протокол о сотрудничестве по обеспечению поиска и спасения экипажей и пассажиров воздушных судов, терпящих бедствие в Балтийском море, программа культурного и научного сотрудничества между странами[74][75].
  - Визит в НДРЙ делегации Верховного Совета СССР во главе с членом Президиума Верховного Совета Табеевым Ф. А.[76].
- 3 апреля
  - Запуск второй орбитальной пилотируемой станции «Салют-2» выведенной на орбиту ракетой-носителем «Протон-К» с космодрома Байконур[76].
  - В Москве состоялась встреча министра внешней торговли СССР Н. С. Патоличева с президентом Экспортно-импортным банком США Г. Кернсом по вопросам валютно-финансовых отношений[76].
  - 3 — 7 апреля — Визит в Финляндию Подгорного Н. В. для участия в праздновании 25-й годовщины со дня подписания договора о дружбе, сотрудничестве и взаимной помощи. Встреча и награждение президента Финляндии Урхо Кекконена Орденом Дружбы Народов[75][76][77].
- 4 апреля
  - Проект Основ законодательства СССР и союзных республик о народном образовании для обсуждения общественности[75].
  - Всесоюзное совещание работников кино в Москве[77].
  - Краснодарский академический театр драмы им. Горького отпраздновал новоселье в новом здании на площади Октябрьской Революции. 30 марта 1973 года труппа отыграла последний спектакль на старой сцене, а уже 4 апреля артисты театра вышли на новую сцену. Здание на 1000 мест построено в 1969—1973 гг по проекту заслуженного архитектора РСФСР А. В. Титова[78].
- 4 — 6 апреля — Визит в СССР правительственной делегации Финляндии во главе с заместителем премьер-министра Ахти Карьялайненом и переговоры руководством СССР[75][79].
- 5 апреля — Указ Президиума Верховного Совета СССР о присвоении звания Героя Социалистического Труда главному режиссёру Государственного академического театра имени Моссовета народному артисту СССР Завадскому Юрию Александровичу за выдающиеся заслуги в развитии советского театрального искусства, плодотворную общественную деятельность с вручением четвёртого ордена Ленина и золотой медали «Серп и Молот»[80].
- 6 апреля
  - Указ Президиума Верховного Совета СССР о присвоении звания Героя Социалистического Труда Шило Николаю Алексеевичу с вручением ордена Ленина и золотой медали «Серп и Молот» за большие заслуги в организации и развитии науки на северо-востоке страны и в связи с 60 летием со дня рождения[79].
  - Указ президиума Верховного Совета СССР о награждении скульптора Керзина Михаила Аркадьевича Орденом Трудового Красного Знамени за большие заслуги в развитии советской изобразительного искусства и в связи 90-летием со дня рождения[79].
- 7 — 15 апреля — Визит в СССР делегации парламента Австрии во главе с президентом Национального совета Антоном Бенья[81].
- 8 — 12 апреля — Визит в СССР секретаря ЦК ПТВ, министра правительства ДРВ Суан Тхюи и встреча с М. А. Сусловым и заведующим Отделом ЦК КПСС по связям с коммунистическими и рабочими партиями социалистических стран К. Ф. Катушевым[82].
- 10 апреля — Введен в эксплуатацию крупнейший в СССР Баловский элеватор, рассчитанный на хранение 147 тыс. тонн зерна[5].
- 11 апреля — Введена в эксплуатацию вторая воздушная линия электропередачи Орск — Актюбинск протяженностью 166 км[83].
- 12 апреля — В Москве состоялись переговоры министра внешней торговли СССР Н. С. Патоличева и министра химической промышленности СССР Л. А. Костандова с президентом американской компании «Occidental Petroleum» Армандом Хаммером. Заключено двадцати летнее соглашение, по которому Occidental Petroleum и Tower International экспортировали в Советский Союз фосфат, который Occidental добывала на севере Флориды, в обмен на экспорт Советским Союзом из Одессы и Вентспилса природный газ, который будет преобразован в аммиак, калий и мочевину. Общая стоимость этой сделки оценивалась в около 8 миллиардов долларов. Соглашение предусматривало строительство в районе г. Куйбышев завода по производству 4 миллионов тонн аммиака и 1 миллиона тонн карбамида в год, сооружение трубопровода для транспортировки жидкого аммиака и советских портовых сооружений, спроектированных фирмами Хаммера, частично финансировалось Экспортно-импортным банком, одобрена Никсоном[84].
- 12 — 19 апреля — Визит в СССР президента Мексики Луиса Эчеверриа и переговоры с руководителями СССР. Подписаны торговое соглашение, протокол о создании комиссии по торговле и протокол о поставках советских машин и оборудования в Мексику на условиях рассрочки платежа[85][86].
- 13 апреля
  - Постановление ЦК КПСС "О 70-летии II съезда РСДРП[87].
  - Постановление ЦК КПСС, Совета Министров и ВЦСПС об учреждении Красных Знамен для поощрения животноводческих хозяйств пищевой, мясной и молочной промышленности.
  - Постановление Совета Министров СССР № 252 об утверждении Правил исчисления непрерывного трудового стажа рабочих и служащих при назначении пособий по государственному социальному страхованию.
  - Указ президиума Верховного Совета СССР о награждении издательства Наука Орденом Трудового Красного Знамени за активное участие в пропаганде достижений советской науки и технике, плодотворную работу по изданию научной литературы и в связи с 50-летием основания[88].
- 15 — 18 апреля — Визит в СССР английской делегации во главе с министром торговли и промышленности Великобритании Питером Уокером и переговоры с руководством СССР. Подписан протокол 2-й сессии постоянной межправительственной комиссии по научно-техническому и торгово-экономическому сотрудничеству[86][89].
- 17 апреля
  - Визит в Москву премьер-министра Ирана Амир Аббас Ховейда и переговоры с А. Н. Косыгиным, а в Тегеране переговоры министра финансов В. Ф. Гарбузова с Шахиншахом Ирана Мохаммедом Реза Пехлеви[90]
  - Визит в Москву президента компании Пепси Дональда Кэндалла и переговоры с Н. С. Патоличевым. Подписано соглашение между «Союзплодимпорт» и Пепси.[90].
  - Визит в Москву министра планирования САР Мустафы Халляджи и переговоры с руководством СССР[90].
  - Протокол об определении линии морской границы между советскими и турецкими территориальными водами на Чёрном море. Подписан между правительством СССР и Турции в Анкаре.
- 17 — 23 апреля
  - Визит в СССР правительственной экономической делегации КНДР во главе с заместителем премьера Административного совета КНДР Цой Чжэ У на 9-е заседание межправительственной комиссии по экономическим и научно-техническим вопросам. С советской стороны в консультационную комиссию возглавлял Председатель Государственного комитета СССР по делам строительства И. Т. Новиков[91]
  - Визит в СССР министра иностранных дел Туниса Мухаммеда Масмуди и переговоры с руководством СССР[92]
- 19 апреля — Принято Постановление Комитета по Международным Ленинским премиям «За укрепление мира между народами» под председательством академика Д. В. Скобельцына о присуждении за 1972 год[93]:

1.  Брежнев, Леонид Ильич (СССР) — Генеральный секретарь ЦК КПСС
2.  Сальвадор Альенде Госсенс (Чили)- Президент республики Чили
3.  Пасторино Вискарди, Энрике (Уругвай)- председатель Всемирной федерации профсоюзов
4.  Олдридж, Джеймс (Великобритания) -писатель и общественный деятель.
- 19 — 24 апреля — Визит в СССР группы сенаторов США, членов сенатской комиссии по торговле и ответственных представителей Белового дома, госдепартамента и министерства торговли США и переговоры с Н. С. Патоличевым и Генсеком ЦК КПСС Леонидом Брежневым. Обсуждалась готовность СССР расширять и укреплять торгово-экономический связи с США, придавая им максимальную устойчивость и долгосрочный характер[94].
- 20 апреля
  - К 103-летний юбилей вождя мировой революции В. И. Ленина состоялось открытие одной из самых высоких статуй мира и самого большого памятника В. И. Ленину[94].Установлен был на месте демонтированного памятника И. В. Сталину на входе в Волго-Донской судоходный канал имени В. И. Ленина со стороны Волги недалеко от первого шлюза (Красноармейский район Волгограда).Сравнение высочайших памятников России
  - В Москве подписано соглашение между СССР и Францией о международном автомобильном сообщении[95].
- 20 — 24 апреля — Визит в Румынию министра обороны СССР Гречко А. А. и переговоры с министром обороны Румынии Йоаном Ионицэ. Состоялось встреча с Генеральным Секретарем Румынской Коммунистической Партии, Председателем Государственного Совета, главнокомандующим вооружёнными силами Николае Чаушеску и премьер-министром Маурером[92]
- 20 — 26 апреля — VI Всесоюзный кинофестиваль в Алма-ате.
- 21 апреля — Всесоюзный коммунистический субботник. Участвовало 132 млн человек[96].
- 22 апреля — Постановление ЦК КПСС и Совета Министров СССР о внеочередном присуждении Ленинской премии 1973 года в области науки и технике за создание Красноярской ГЭС[94].
- 23 апреля
  - Катастрофа Ту-104 в Ленинграде.
  - Указом Президиума Верховного Совета СССР за большой вклад в развитие народного хозяйства Западной Сибири, успешное выполнение заданий по перевозке грузов Западно-Сибирское пароходство награждено Орденом Трудового Красного Знамени.
- 24 апреля
  - Юбилей 90-летие Маршала Советского Союза Будённого Семён Михайловича. Указ президиума Верховного Совета СССР о награждении восьмым Орденом Ленина за большие заслуги перед Советским государством и Вооружёнными Силами СССР[97].
  - На Рижском судоремонтном заводе введен в строй механосборочный цех площадью 20 тыс. кв.м[63].
- 25 апреля
  - Открылся новый аэровокзальный комплекс вблизи Пулковских высотах в Ленинграде (архитектор А. В. Жук), пропускной способностью до 2650 пассажиров в час — он являлся крупнейшим в стране и Европе[98][99]. Впоследствии аэровокзал стал называться Пулково-1.
  - На Кемеровском коксохимическом заводе запущена в строй коксовая батарея № 6
- 26 апреля
  - Комитетом по делам изобретений и открытий при Совете Министров СССР зарегистрировано открытие советского ученого Н. Г. Бондаренко «Закономерность количественного распределения минералов в аллювиальных россыпях» под № 127 с приоритетом от 1 ноября 1957 г.
  - Введена в эксплуатацию самая северная в стране телевизионная наземная приемная станция «Орбита» в Тикси. Она позволяла через искусственный спутник передавать эфир Центрального телевидения.
- 26 — 27 апреля — Пленум ЦК КПСС. Доклад Л. И. Брежнева «О международной деятельности». Выведены из состава членов Политбюро ЦК КПСС Г. И. Воронова и П. Е. Шелеста в связи с уходом на пенсию. Членами Политбюро были избраны председатель КГБ Ю. В. Андропов, министр обороны СССР А. А. Гречко и министр иностранных дел СССР А. А. Громыко. Кандидатом в члены Политбюро ЦК КПСС избран первый секретарь Ленинградского обкома КПСС Г. В. Романов[100].
- 27 апреля
  - Указ президиума Верховного Совета СССР о награждении издательства Центральный спортивный клуб Армии Орденом Ленина в честь 50-летия со дня основания[100].
  - Указ Президиума Верховного Совета СССР о присвоении звания Героя Социалистического Труда академику АН БССР, заслуженному деятелю науки БССР и основателю белорусской школы физики Степанову Борису Ивановичу за большие заслуги в развитии физической науки, подготовке научных кадров и в связи с 60-летием со дня рождения с вручением ордена Ленина и золотой медали «Серп и Молот»[100].
- 28 апреля
  - Постановление Совета министров СССР об организации Омского государственного университета.[101].
  - Указ Президиума Верховного Совета СССР о присвоении звания Героя Советского Союза лётчику-испытателю Бахчиванджи Григорию Яковлевичу с награждением (посмертно) орденом Ленина и медалью «Золотая Звезда»[100].
  - Указ Президиума Верховного Совета СССР о присвоении звания Героя Социалистического Труда кинорежиссёру Ярматову Камиль Ярматовичу за выдающиеся заслуги в развитии многонациональной советской киноиндустрии и в связи с 70-летием со дня рождения с вручением второго ордена Ленина и золотой медали «Серп и Молот»[102].
- 29 апреля
  - Начало производства Нижнекамского шинного завода[103].
  - Состоялось открытие, символа братства русского, чеченского и ингушского народов, «Памятника борцам революции Николаю Фёдоровичу Гикало, Асланбеку Джемалдиновичу Шерипову, Гапуру Саидовичу Ахриеву» в городе Грозном на площади Дружбы Народов.
- 30 апреля
  - В Багдаде подписан советско-иракский контракт по освоению крупного нефтяного месторождения Нахр-Умар (близ Басры)[104].
  - В Грозном в сквере Журналистов открыт Памятник мужественным борцам за Советскую власть. В 2007 года памятник борцам за Советскую власть был реконструирован и посвящён журналистам.
  - Вступил в строй первый подъём Каршинского магистрального канала. Строительство первой очереди канала началось в 1965 году. Для подачи воды из Амударьи в засушливые районы Каршинской степи для развития хлопководства[104].
- Без точной даты
  - Начало серийного выпуска на Рязанском комбайновом заводе усовершенствованного полунавесного картофелеуборочного комбайна элеваторного типа ККУ-2А «Дружба».
  - Введена 1 очередь Тахиаташского гидроузла (спроектированного в 1967—1969 г.г.), представляет собой бетонную водопропускную плотину на р. Амударья с водовыпусками в левобережную (Суэнли) и правобережную (Куванышжарма) систему каналов, судоходным шлюзом, рыбопропускным сооружением и отстойниками для подачи в каналы осветленной воды. Пропускная способность — 11000 м3/с, длина плотины — 474 м. На момент строительства была единственной плотиной на р. Амударья[105].

### Май
- 1 мая — Митинг и демонстрация представителей трудящихся, посвященный 1 Мая.
- 2 мая — В Алиага (Турция) подписан протокол о полном вводе в эксплуатацию Измирского нефтеперерабатывающего завода, построенного при содействии СССР[96].
- 2 — 4 мая — Визит в СССР министра иностранных дел ЧССР Богуслава Хнёупека. Встреча с министром иностранных дел СССР А. А. Громыко и заведующим Отделом ЦК КПСС по связям с коммунистическими и рабочими партиями социалистических стран К. Ф. Катушевым[106].
- 4 — 9 мая — Визит в СССР помощника президента США по национальной безопасности Генри Киссинджера для встречи с Генсеком ЦК КПСС Леонидом Брежневым. Обсуждение вопросов и согласование проектов Соглашении, которые планировалась подписать во время визита Л. И. Брежнева в США. Основной темой обсуждения стало Соглашение о предотвращении ядерной войны[107][108].
- 5 — 13 мая — Фестиваль искусств «Московские звезды». Посвящён творчеству русских композиторов М. И. Глинки и П. И. Чайковского[109].
- 7 мая
  - Встреча в Москве делегации Бангладеш в главе с министром образования, культуры и спорта Мухаммада Юсуф Али с министром культуры СССР Фурцевой Е. А. и подписание планов культурных и научных обменов между странами.
  - Встреча в Москве делегации Морской администрация США во главе с администратором Робертом Дж. Блэкуэллом[англ.] и министром морского флота СССР Гуженко Т. Б.[110].
  - Первую продукцию в Западной Сибири выпустил Прокопьевский фарфоровый завод — крупнейший в стране (проектная мощность 55 млн изделий в год). Оборудование в рамках проектов СЭВ завезли из Чехословакии[110].
- 8 мая
  - Встреча в Москве министра внешней торговли СССР Н. С. Патоличева с Заместителем председателя Совета министров и Министр внешней торговли Румынии Ионом Пэцаном[рум.], а также с лордом-мэром Сиднея Дэвидом Гриффином[англ.].
  - Переговоры в Москве А. Н. Косыгина с мэром Нью-Йорка Джоном Линдси[108].
  - Постановление Совета Министров СССР об увековечивании памяти академика А. Н. Туполева. Присвоить Московскому машиностроительному заводу «Опыт» и Казанскому авиационному институту имени А. Н. Туполева. Присвоить одной из улиц в Москве и в Кимрах имя А. Н. Туполева[111].
- 10 мая — Указ Президиума Верховного Совета СССР о присвоении звания Героя Социалистического Труда академику Северному Андрею Борисовичу за выдающиеся заслуги в развитии советской науки и в связи с 60-летием со дня рождения с вручением ордена Ленина и золотой медали «Серп и Молот»[112].
- 10 — 25 мая — Путешествие по СССР наследной Принцессы Нидерландов Беатрикс и принца Клауса фон Амсберга. Встреча с Председателем Президиума Верховного Совета СССР Подгорным Н. В. и министром иностранных дел СССР А. А. Громыко[113].
- 11 мая
  - Катастрофа Ил-18 под Семипалатинском.
  - Началось испытания больше грузного автосамосвала МАЗ-5551 Минского автомобильного завода с грузоподъемностью 8,5 тонн[112].
- 11 — 12 мая — Визит Генерального секретаря ЦК КПСС Л. И. Брежнева в Польшу. Встреча с Первым секретарем ЦК ПОРП Эдвардом Гереком[113][114].
- 12 — 13 мая — Визит Генерального секретаря ЦК КПСС Л. И. Брежнева в ГДР. Встреча с Первым секретарем ЦК СЕПГ и Председателем Национального совета обороны ГДР Эрихом Хонеккером[113][114][115]
- 13 мая — Интервью Л. И. Брежнева главному редактору журнала Stern Генри Наннену о предстоящем визите в ФРГ и США[116].
- 14 мая — Указ Президиума Верховного Совета СССР об утверждении Положения о звании Героя Советского Союза и Героя Социалистического Труда[117]
- 14 — 22 мая — Дни культуры СССР в Дортмунде ФРГ. Официальный визит в ФРГ министра культуры СССР Фурцевой Е. А.. Поведено 108 мероприятий. Приняло участие около 600 артистов, писателей, художников[114].
- 15 мая
  - Встреча в Москве министра обороны СССР Гречко А. А. с военной делегацией Чили во главе с главнокомандующим Сухопутных войск ВС Чили[исп.] генералом армии Карлосом Пратсом Гонсалесом[109]
  - Указ Президиума Верховного Совета СССР о награждёнии Центрального НИИ курортологии и физиотерапии орденом Трудового Красного Знамени за заслуги в развитии своей отрасли науки и в подготовке кадров.
- 15 — 18 мая — 4-й съезд художников СССР. Участвуют около 600 делегатов[116].
- 16 мая — В Москве подписано соглашение о сотрудничестве между СЭВ и Финляндией[118]
- 18 мая — Катастрофа Ту-104 под Читой. Взрыв на борту самолёта Ту-104 авиарейса Москва — Чита при попытке его захвата. Погиб 81 человек и после этого случая в СССР прекращено милицейское сопровождение авиарейсов.
- 18 — 22 мая — В первые визит Генерального секретаря ЦК КПСС Л. И. Брежнева в ФРГ и переговоры с Федеральным канцлером ФРГ Вилли Брандтом, Федеральным президентом ФРГ Густавом Хайнеманом, Вице-канцлером ФРГ и Министром иностранных дел ФРГ Вальтером Шеелем и деловыми кругами ФРГ. Подписаны соглашения о развитии экономического, промышленного и технического сотрудничества, о культурном сотрудничестве и дополнительный протокол к соглашению о воздушном сообщении от 11 ноября 1971 года[119][120][121][122][123].

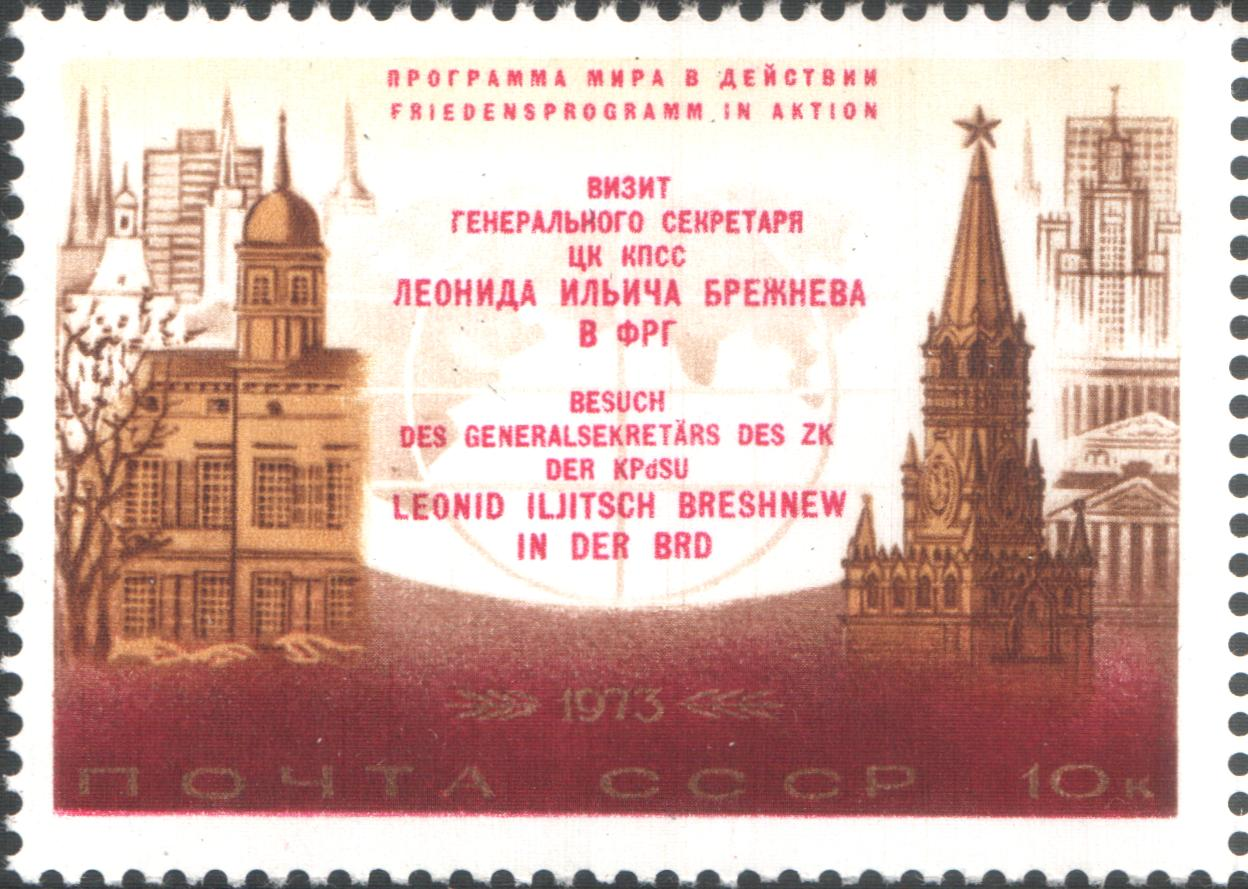
Почтовая марка СССР (1973 год)

- 19 мая — Построена на Тюменском судостроительном заводе и спущена на воду плавучая генераторная электростанция «Северное сияние»-3[124].
- 20 мая — 2 июня — Пребывание в СССР почетного президента бельгийского бюро внешней торговли принца Альберта и переговоры с Председателем Президиума Верховного Совета СССР Подгорным Н. В. (1 июня), министром внешней торговли СССР Н. С. Патоличевым и Председателем Государственного комитета Совета Министров СССР по науке и технике В. А. Кириллиным[125][126].
- 21 мая — Переговоры в Москве А. Н. Косыгина и Заместителя Председателя Совета Министров СССР, Председатель Госплана СССР Н. К. Байбаковым с видным американским банкиром и общественным деятелем Дэвидом Рокфеллером[122][127].

Открытие в Москве представительства банка «Чейз Манхэттен». Остальные детали встречи не разглашались. По официальным данным, обсуждался вопрос о торговых отношениях между СССР и США в преддверии принятия Конгрессом США поправки Джексона-Вэника, ограничивающей торговые отношения с СССР. В интервью газете «Нью-Йорк Таймс» от 22 мая 1973 года Д. Рокфеллер сообщил:
```
«Кажется, советские лидеры уверены в том, что президент 
Никсон
 добьётся [в Конгрессе] введения для СССР режима наибольшего благоприятствования в торговле».
```

- 21 — 24 мая
  - Визит в Афганистан и переговоры Председателя Президиума Верховного Совета СССР Подгорного Н. В. с Королем Афганистана Мухаммедом Захир-шахом. Ратифицированы соглашения по экономическому и техническому сотрудничеству между странами подписанные в Москве 11 июля 1972 года[122][123][128][129].
  - Визит в Польшу заместителя Председателя Совета Министров СССР и постоянного представителя СССР в СЭВ Лесечко М. А. для участия в XIV советско-польской комиссии по научно-техническому сотрудничеству[122].
- 21 — 26 мая — Визит в Аргентину делегации Верховного Совета СССР во главе с заместителем Председателя Президиума Верховного Совета СССР Рубеном В. П. на торжественное мероприятие по принятию присяги нового президента Аргентины Эктора Хосе Кампоры[130].
- 23 — 31 мая — Пребывание в СССР администратора Программы развития ООН Рудольфа А. Питерсона и встреча с заместителем Председателя Совета Министров СССР В. Н. Новиковым[131].
- 23 мая — 2 июня — Визит в Венесуэлу делегации Верховного Совета СССР во главе с заместителем Председателя Президиума Верховного Совета СССР Вадером А. П.
- 24 мая
  - В Москве председателем Совета министров СССР Алексеем Косыгиным подписано «Соглашение о сотрудничестве в исследовании и использовании космического пространства в мирных целях» между СССР и США[132]. Академией наук СССР утверждена программа сотрудничества и состав экипажа советского космического корабля «Союз» для совместного полета с американским кораблем «Аполлон».
  - Предварительные переговоры в Москве заместителя министра сельского хозяйства США Кэрролл Брантхейвера и Министра сельского хозяйства СССР Полянского Д. С. по закупке зерна в США[125]. «Великое зерновое ограбление».
- 24 мая — 3 июня — Визит в СССР делегации Совета народных представителей Индонезии во главе с заместителем Председателя парламента Р. Домопраното и переговоры с председателем Совета Национальностей Верховного Совета СССР Я. С. Насриддиновой[133].
- 25 мая
  - Организация Алтайского государственного университета подписано постановление № 279 Совет министров РСФСР на основании принятого Советом министров СССР постановления № 179 от 27 марта 1973 года «Об организации Алтайского государственного университета» за подписью председателя Совета министров СССР Алексея Николаевича Косыгина[134].
  - Указ Президиума Верховного Совета СССР о награждёнии Казанский ветеринарный институт имени Н. Э. Баумана орденом Ленина за заслуги в подготовке высококвалифицированных кадров для сельского хозяйства, развития ветеринарной науки и в связи со 100-летием со дня основания[135].
  - Введен в эксплуатацию 3-й агрегат Нурекской ГЭС в Таджикистане, на реке Вахш. Запущен в действие первый комплекс станции мощностью 900 МВт[129][136].
- 25 — 31 мая — Визит в СССР государственного секретаря по иностранным делам Франции Жана Ноэля де Липковский и встреча с министром иностранных дел СССР А. А. Громыко, а также с министром внешней торговли СССР Н. С. Патоличевым[131].
- 25 мая — 3 июня — 1-й Всесоюзный фестиваль искусств «Киевская весна» в Киеве, посвященный дружбе народов СССР[137].
- 27 мая — СССР присоединился к Всемирной (Женевской) конвенции об авторском праве. Отныне на все выходящие в СССР произведения начинает ставиться значок копирайта — буква «С» в кружочке с указанием автора.
- 27 — 29 мая — Визит в СССР министра иностранных дел АРЕ Мухаммеда Хасана Эль-Зайят и встреча с министром иностранных дел СССР А. А. Громыко[131].
- 28 мая — 15-й конгресс Международного института театров в Москве[128]. Участвовали мастера сцены из 51 страны.
- 29 мая — Переговоры в Москве заместителя Председателя Совета Министров СССР В. Н. Новикова с президентом банка США Bank of America Олденом Клаузеном[англ.][131].
- 30 мая — Впервые в истории указом Президиума Верховного Совета СССР орденом Дружбы Народов награждены теплоходы танкер «Амбарчик» (Приморского морского пароходства), «Балашиха» (Черноморского морского пароходства) и сухогруз «Ижма» (Дальневосточного пароходства) «За успешное выполнение заданий по доставке народно хозяйственных грузов в Демократическую Республику Вьетнам»[137].
- 31 мая
  - В Москве подписано соглашение о прямом воздушном сообщении между СССР и Экваториальной Гвинеей.
  - Постановление Совета Министров СССР № 364 о льготах по переселению, предоставляемых гражданам, переселяющимся в колхозы и совхозы, а также колхозам и совхозам, принимающим переселенцев.
- Без точной даты
  - Коллектив шахты «Михайловская» комбината «Караганда уголь» установил всесоюзный рекорд добычи угля — за месяц из 1-й лавы участком № 3 под руководством Отари Ишхнели было добыто 177 тысяч 23 тонны угля. Производительность труда рабочего очистного забоя за это время составила 3161 тонны. Рекорд продержался 29 лет.[133][138].

### Июнь
- 3 июня — Катастрофа Ту-144 под Парижем, погибло 14 человек.
- 3 — 14 июня — Визит в СССР первой делегации в составе 16 человек представляющих ядерную науку и технику Японии в главе с вице-президентом Японского атомного промышленного форума и президентом компании Токио Сибаура Электрик Тошиво Доко[англ.] по договоренности с Государственным комитетом СССР по использованию атомной энергии. Цель визит ознакомится с научными и промышленными центрами советской ядерной энергетики. Встреча в Кремле с заместителем Председателя Совета Министров СССР В. Н. Новиковым озвучившим предложение о подписании соглашения в сфере энергетической и ядерной сфере[139].
- 4 июня
  - Официально прекращена работа по проекту Луноход-2. Следующий луноход (китайский «Юйту») приступил к работе на Луне лишь через 40 лет (14 декабря 2013 года)[140].
  - Указ Президиума Верховного Совета СССР о присвоении звания Героя Социалистического Труда дирижёру Мравинскому Евгению Александровичу за выдающиеся заслуги в развитии советского музыкального искусства и в связи с 70-летием со дня рождения с вручением второго ордена Ленина и золотой медали «Серп и Молот»[141].
  - Указом Президиума Верховного Совета СССР[142]Ульяновская областная библиотека — Дворца книги имени В. И. Ленина награждена Орденом Трудового Красного Знамени[143].
  - Указом Президиума Верховного Совета СССР наградить Украинский научно-исследовательский институт экспериментальной ветеринарии Орденом Трудового Красного Знамени.
- 4 — 8 июня
  - 27 сессия СЭВ в ЧССР. Делегацию СССР возглавлял Председатель Совета Министров СССР А. Н. Косыгин[144]. Участниками сессии были члены СЭВ, также приняла участие делегация СФРЮ. В качестве наблюдателей присутствовали представители правительства ДРВ и КНДР. Обсуждение вопросов, связанных с реализацией комплексной программы социалистической экономической интеграции[145].
  - Визит в СССР военного министра Ирана Резы Азими[146].
  - Визит в СССР заместителя председателя Совета министров ПНР Францишек Каима и переговоры с заместителем Председателя Совета Министров СССР В. Н. Новиковым[146].
- 4 — 10 июня — Всесоюзный конкурс профессиональных исполнителей советской песни и вокально-инструментальных ансамблей в Минске. Первое место и звание лауреата присуждено солисту Саратовского театра оперы и балета Сметанникову Леониду Анатольевичу и солисту Белоруской филармонии Кучинскому Валерию Александровичу. Лучшим ансамблем признан ВИА Песняры[147].
- 5 июня
  - Комитет по делам изобретений и открытий при Совете Министров СССР зарегистрировано открытие советских ученых Я. Г. Бирфельда и А. В. Таранцова «Явление воздействия сейсмичности Земли через акустические волны на ионосферу» за № 128 с приоритетом от 25 сентября 1963 г.
  - Указ Президиума Верховного Совета СССР о присвоении звания Героя Социалистического Труда композитору Хачатуряну Араму Ильичу за выдающиеся заслуги в развитии советского музыкального искусства и в связи с 70-летием со дня рождения с вручением третьего ордена Ленина и золотой медали «Серп и Молот»[144].
- 6 июня
  - В болгарском посольстве в Москве посол НРБ Димитар Жулев[болг.] вручил орден «Кирилл и Мефодий» I степени Михаилу Александровичу Шолохову за заслуги в укреплении и расширении культурных связей между НРБ и СССР[144].
  - В Москве состоялась встреча Министра иностранных дел СССР А. А. Громыко с делегацией лейбористской партии Великобритании во главе с председателем партии Уильямом Симпсоном[англ.][148].
  - В Праге на сессии СЭВ Президент Чехословакии Людвик Свобода провел переговоры с А. Н. Косыгиным[148].
- 6 — 8 июня — В Москве продолжились переговоры министра внешней торговли СССР Н. С. Патоличева и министра химической промышленности СССР Л. А. Костандова с президентом американской компании «Occidental Petroleum» Армандом Хаммером и компанией «El Paso Natural Gas[англ.]». Подписан «Протокол о намерениях» по вопросу участия компаний США в проекте разработки месторождений природного газа на территории Якутской АССР на условии предоставления кредитов как на закупку необходимого оборудования и материалов, так и затратами связанными с обеспечением возможных поставок части газа в США[145].
- 7 июня — В Москве заместитель Председателя Совета Министров СССР В. Н. Новиков провёл переговоры с группой представителей промышленных и деловых кругов Детройта во главе с представителем Национальной инженерной академии США Уокером Ли Сислером[англ.][147].
- 7 — 19 июня —2-й Международный конкурс артистов балета в Москве.
- 8 июня
  - В СССР принят Указ Президиума ВС СССР о правах милиции по охране общественного порядка и борьбе с преступностью.
  - Постановление № 388 ЦК КПСС, Совета Министров СССР «О схеме районной планировки Московской области». Установить расчетную численность населения Московской области не более 6,6 млн человек (без г. Зеленограда и населенных пунктов, подчиненных Мосгорисполкому). В состав пригородной зоны г. Москвы входят следующие районы Московской области: Красногорский, Химкинский, Мытищинский, Балашихинский, Люберецкий, Ленинский, Одинцовский, Истринский, Солнечногорский, Пушкинский, Щелковский, Ногинский, Раменский, Домодедовский, Подольский, а также часть Наро-Фоминского района до Большого кольца Московской железной дороги.
- 8 — 16 июня — Визит в Москву делегации Парламента Малайзии во главе с председателем сената Тан Сри Омар Йок Лин Онгом и встречи с Председателем Президиума Верховного Совета СССР Подгорным Н. В. и членами ВС СССР Я. С. Насриддиновой и А. П. Шитиковым[149].
- 9 июня — Указ Президиума Верховного Совета СССР о присвоении звания Героя Социалистического Труда композитору Хренникову Тихону Николаевичу за выдающиеся заслуги в развитии советского музыкального искусства и в связи с 60-летием со дня рождения с вручением третьего ордена Ленина и золотой медали «Серп и Молот»[150].
- 11 — 13 июня — Переговоры в Москве президента американского банка First National City Bank of New York Уолтера Ристона[англ.] с министром внешней торговли СССР Н. С. Патоличевым, с Председателем правления Госбанка СССР М. Н. Свешниковым и Председателем Совета Министров СССР В. Н. Новиковым[147].
- 11 июня — Встреча в Москве министра обороны СССР Гречко А. А. и министром обороны Замбии Александром Греем Зулу[англ.][147].
- 12 июня
  - В Москве прошли переговоры Председателя Государственного комитета Совета Министров СССР по науке и технике В. А. Кириллина и Заместителя Председателя Совета Министров СССР, Председатель Госплана СССР Н. К. Байбакова с председателем правления английской фирмы British Petroleum сэром Эриком Дрейком[англ.].
  - Комитет по делам изобретений и открытий при Совете Министров СССР зарегистрировано открытие советских ученых Г. А. Мавлянова, В. И. Уломова, А. Н. Султанхаджаева, Л. А. Хасановой, Л. В. Горбушиной, В. Г. Тыминского, А. И. Спиридонова, Б. 3. Мавашева и Н. И. Хитарова «Явление изменения химического состава подземных вод при землетрясении» под № 129 с приоритетом от 21 февраля 1966 г.
  - В Москве подписано соглашение о дальнейшем развитии воздушного сообщения между Японией и СССР[151].
- 13 июня — Переговоры в Москве заместителя президента английского банка Barclays Bank (Лондон) Фредерика Сибомас с Председателем правления Госбанка СССР М. Н. Свешниковым[152].
- 14 июня
  - Интервью Л. И. Брежнева в Москве группе американских журналистов[153].
  - Атомная подводная лодка ВМС СССР К-56, возвращаясь на базу после успешного выполнения стрельб в надводном положении, столкнулась с исследовательским судном «Академик Берг» вблизи мыса Поворотный залива Петра Великого Японского моря. Погибли в результате столкновения 27 человек (16 офицер, 5 мичманов, 5 матросов и гражданский специалист) от газообразного хлора, заполнившего отсек. Экипаж смог направить K-56 к песчаной косе, где оставшиеся в живых 140 человек были спасены.
  - Встреча председателя правления концерна Mannesmann AG Эгона Овербека[нем.] c министром внешней торговли СССР Н. С. Патоличевым по программе Сделка века «газ — трубы»[153].
- 15 июня
  - Переговоры в Москве заместителя председателя Союзного исполнительного Вече СФРЮ Якова Сиротковича с Председателем Совета Министров СССР А. Н. Косыгиным и Заместителем Председателя Совета Министров СССР, Председателем Госплана СССР Н. К. Байбаковым. Подписание протокола 10-го заседания межправительственного комитета по экономическому сотрудничеству[149].
  - Совет Министров СССР принял Постановление «О строительстве в Москве Центра международной торговли и научно-технических связей с зарубежными странами». Проекта, объединяющего под одной крышей Конгресс-центр, гостиницу, выставочные пространства, рестораны, магазины и многое другое, ни в Москве, ни во всем СССР в то время не существовало.[154].
  - В Москве подписано соглашение о сотрудничестве СССР и СРР в строительстве целлюлозного комбината в Усть-Илиме[149].
  - Постановление Совета министров СССР № 412 на базе Новгородского филиала Ленинградского электротехнического института имени В. И. Ленина был создан Новгородский государственный политехнический институт (НГПИ)[155].
  - Постановление Совета министров СССР № 413 «Об организации в г. Новополоцке политехнического института» и Советом Министров БССР принято решение с 1 января 1974 г. открыть Новополоцкий политехнический институт на базе Новополоцкого филиала Белорусского технологического института[156].
  - Указом Президиума Верховного Совета СССР наградить нагорно-карабахскую областную газету «Советское село» Орденом Трудового Красного Знамени и азербайджанскую региональную газету «Советский Карабах» Орденом Знак почета[149].
  - На Ижевском автомобильном заводе, на базе легкового автомобиля Москвич-412 выпущен первый советский автомобиль Иж-2125 «Ко́мби» с кузовом типа «лифтбэк»[157].
- 16 июня — Государственная комиссия подписала акт о приемке в эксплуатацию магистрального нефтепровода Усть-Балык — Курган — Уфа — Альметьевск.
- 17 июня — Выборы в местные Советы депутатов трудящихся[158].
- 18 — 25 июня — Визит в США Л. И. Брежнева. Подписан ряд соглашений и главное «Соглашение о предотвращении ядерной войны» (22 июня)[159].

- 19 июня

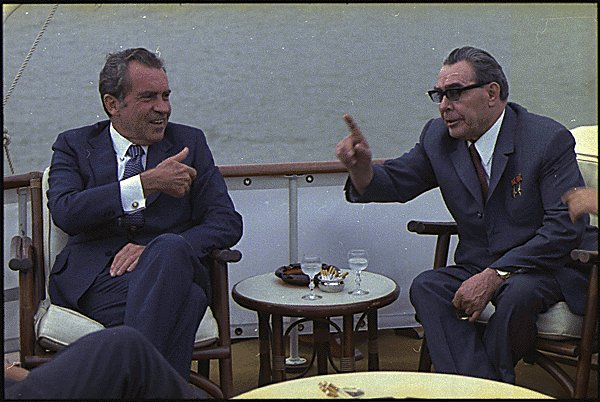
Никсон и Брежнев 1973

  - В государственном департаменте США в зале Франклина состоялось подписание ряда соглашений между СССР и США в присутствии Леонида Брежнева и Ричарда Никсона. Подписи в соглашениях со стороны СССР поставил министр иностранных дел А. А. Громыко и со стороны США Государственный секретарь США У. Роджерс, а соглашение в области сельского хозяйства министр сельского хозяйства США Э.Буц.

  1. Соглашение в области сельского хозяйства.
  2. Соглашение о сотрудничестве в области транспорта.
  3. Соглашение о сотрудничестве в области исследования Мирового океана.
  4. Соглашение о контактах, обменах и сотрудничестве.

  - Комитет по делам изобретений и открытий при Совете Министров СССР зарегистрировано открытие советских ученых С. В. Аничкова, В. Е. Рыженкова, А. А. Белоуса, А. Н. Поскаленко, Т. Н. Томилиной и Е. И. Малыгиной «Свойство каротидных химиорецепторов регулировать функцию эндокринных желёз» под № 130 с приоритетом от 1957 г.
  - Указом Президиума Верховного Совета СССР присвоено звание «Герой Социалистического Труда» президенту Академии наук Эстонской ССР Веймеру Арнольду Тынувичу с вручением четвёртого Ордена Ленина и золотой медали «Серп и Молот» за выдающиеся заслуги в развитии научных сил республики и в связи с 70-летием со дня рождения[160].
- 20 — 30 июня — Пребывание в СССР делегации Парламента Австралии во главе с членом палаты представителей, министром по делам федеральной столичной и северной территории Кеппел Эрл Эндерби и встреча с членами ВС СССР Я. С. Насриддиновой и А. П. Шитиковым.
- 21 июня
  - В Белом доме состоялось подписание Генеральным секретарем ЦК КПСС Л. И. Брежневым и Президентом США Ричардом Никсоном:

  1. «Соглашение между СССР и США о научно-техническом сотрудничестве в области мирного использования атомной энергии».
Соглашение включала вопросы в областях:
 а) Управляемый термоядерный синтез. Цель разработка прототипов и демонстрационных термоядерных реакторов.
 b) Реакторы — размножители на быстрых нейронах. Решение фундаментальных и прикладных проблем, связанных c разработкой, проектированием, конструированием и эксплуатацией данных АЭС.
 c) Исследование фундаментальных свойств материи.
  2. «Основные принципы переговоров о дальнейшем ограничении стратегических наступательных вооружений».

  - В Москве подписано соглашение о сотрудничестве СССР и ГДР в строительстве целлюлозного комбината в Усть-Илиме[161].
- 22 июня
  - В Белом доме состоялось подписание Генеральным секретарем ЦК КПСС Л. И. Брежневым и Президентом США Ричардом Никсоном основного документа переговоров:

  1. «Соглашение между СССР и США о предотвращении ядерной войны»
 Москва и Вашингтон, после прошедших 50 лет, продолжают считать это соглашение действующим. Подтвердили в МИД РФ и в Госдепартаменте США[162].

  - Встреча Л. И. Брежнева с представителями деловых кругов США. Во время которой произошло подписание министром внешней торговли СССР Н. С. Патоличевым и помощником президента США по экономическим вопросам, министром финансов США Джорджом Шульцом:

  1. Протокола об открытии до 31 октября 1973 года торгового представительства СССР в Вашингтоне и коммерческого бюро США в Москве.
  2. Протокол по созданию американо-советской торговой палаты.

  - Встреча в Москве Председателя Президиума Верховного Совета СССР Подгорного Н. В. с Президентом Национальной академии наук США Филиппом Хэндлером[англ.][158].
  - В Москве подписан договор между СССР и Ираком о взаимном оказании правовой помощи.
  - День 270‑летия Петрозаводска. Торжественное открытие памятника О. В. Куусинену[158][163].
  - На Карагандинском металлургическом комбинате введен в эксплуатацию цех холодной прокатки листа.
- 24 июня
  - Выступление Л. И. Брежнева по американскому телевидению. Брежнев стал первым российским лидером, появившимся на телевидении в США, обратившись непосредственно к населению в 47- минутном выпуске о своём личном восхищении итогами саммита и будущим мира[164].
  - На Ждановском металлургическом заводе «Азовстали» был пущен в эксплуатацию уникальный листопрокатный комплекс стана «3600» мощностью 1 350 000 тонн листа за один год, не имевший аналогов в СССР. Строительство цеха площадью 23 гектара и длинной пролёта 1230 метров продолжалось 3 года и 9 месяцев. Оборудование изготовлено в Чехословакии[158].
- 25 — 27 июня — Визит в Францию Л. И. Брежнева и встреча в Рамбуйе с президентом Франции Жоржем Помпиду.
- 26 июня
  - На космодроме Плесецк в результате взрыва ракеты-носителя «Космос-3М» во время заправки погибло 9 человек.
  - Торжественное открытие морской железнодорожной паромной переправы Ванино — Холмск через Татарский пролив. На церемонии открытия в порту Ванино присутствовали министр морского флота СССР Т. Б. Гуженко, первый секретарь Хабаровского крайкома КПСС А. К. Чёрный и первый секретарь Сахалинского обкома партии П. А. Леонов. Аналогичный митинг, посвящённый пуску в эксплуатацию морской железнодорожной переправы, соединившей берега Татарского пролива, состоялся 28 июня 1973 г. в Холмском порту[165].
  - В Австрии между фирмой Plasser&Theurer и Государственным комитетом Совета Министров по науке и технике подписано соглашение о сотрудничестве в области создания машин, связанных со строительством и содержанием железнодорожных путей[166].
- 26 — 29 июня — Переговоры делегаций компаний США и советской делегации по вопросам участия американских фирм в развитии добычи природного газа в Западной Сибири и подписание «Протокола о намерениях». В Москве в Министерстве внешней торговли начались переговоры с компаниями США Texas Instruments, Tennco и Brown&Root по вопросу об участии в развитии разработки Уренгойского газового месторождения. Предоставление СССР кредитов на закупку оборудования и материалов связанных с обеспечением возможных поставок части добываемого газа в США. Советскую делегацию возглавлял заместитель министра внешней торговли Осипов Н. Г. и делегацию американских компаний первый вице-президент Brown&Root Г. Остин[167].
- 27 июня — На Костромской ГРЭС завершено строительство 2-й очереди и поставлен под промышленную нагрузку 8-й энергоблок мощностью 300 МВт.
- 28 июня — Указ президиума Верховного Совета СССР о награждении Генерального секретаря ЦК Ливанской коммунистической партии Николу Шауи орденом Дружбы Народов отмечая многолетнюю плодотворную деятельность, направленную на укрепление и развитие дружбы между народами Ливанской Республики и Советского Союза, большой личный вклад в освободительную антиимпериалистическую борьбу, в защиту интересов трудящихся[168].
- 29 июня
  - Указ президиума Верховного Совета СССР о награждении Председателя Государственного совета ГДР Вальтера Ульбрихта орденом Дружбы Народов отмечая большие заслуги в укреплении братской нерушимой дружбы и сотрудничества между КПСС и СЕПГ, народами СССР и ГДР, его вклад в упрочение мира и социализма и по случаю 80-летия со дня рождения[169].
  - 3-я сессия советско-перуанской комиссии по сотрудничеству в области рыболовства. Переговоры в Москве Первого заместителя Председателя Совета Министров СССР К. Т. Мазурова с министром рыболовства Перу генералом Хавьиером Танталеаном Ванини[168].
  - Подключение к электрической сети 1-го энергоблока Кольской АЭС мощностью 440 МВт, первая в мире атомная электростанция за Северным полярным кругом[170].
  - Указом Президиума Верховного Совета СССР наградить Пермский научно-исследовательский институт вакцин и сывороток Орденом Трудового Красного Знамени за успехи, достигнутые в области развития медицинской науки, здравоохранения и подготовки кадров. Ныне предприятие "Пермское НПО «Биомед».
  - Принят в эксплуатацию в г. Воронеж завод крупнопанельного домостроения (КПД-2) мощностью 129 тыс. м² жилья в год (84 тыс. м² железобетона), начался выпуск деталей для строительства 5-9-этажных жилых домов серии 90.[171].
- 30 июня — Катастрофа Ту-134 в Аммане.
- Без точной даты
  - На Таганрогском комбайновом заводе введен в эксплуатацию цех по сборке комбайнов «Колос»
  - Введен в эксплуатацию 2-я очередь газопровода Надым — Пунга протяженностью 371 км.
  - Принята в эксплуатацию 4-я очередь угольного разреза «Богатырь» в Экибастузском угольном бассейне, рассчитанный на добычу 5 млн тонн угля в год[172].
  - Завершено промышленное испытание крупнейшего в СССР естественного газового хранилища ёмкостью более 1 млрд м³. расположенного южнее Баку.
  - Введена в строй крупнейшая в СССР автоматизированная фабрика обогащения вольфрамовой руды на месторождении Ингичка в Узбекистане.

### Июль
- 1 — 9 июля — Пребывание в СССР члена Парламента Индии Локсабхаво, представитель партии Индийский национальный конгресс Шанкар Даял Шарма и встреча с членами ВС СССР председателем парламентской группы А. П. Шитиковым и заместителем председателя Я. С. Насриддиновой. 3 июля состоялась встреча Шанкара Даял Шармы с Л. И. Брежневым[173].
- 2 июля — Постановление ЦК КПСС, Совета министров СССР № 471 О мерах по дальнейшему улучшению условий работы сельской общеобразовательной школы. Утвердить на 1974—1980 годы по строительству и вводу в действие за счет государственных капитальных вложений новых общеобразовательных школ на 7,25 млн ученических мест и интернатов для учащихся на 772 тысячи мест[174].
- 2 — 5 июля — Визит в Австрию Председателя Совета Министров СССР А. Н. Косыгина и встреча с президентом Австрии Францем Йозефом Йонасом и с Федеральным канцлером Австрии Бруно Крайским[173][175].
- 2 — 8 июля — «Совещание по безопасности и сотрудничеству в Европе» участие министров иностранных дел европейских государств, для выработки мер уменьшения военного противостояния и укрепления безопасности в Европе. Делегацию СССР возглавлял А. А. Громыко. Встреча А. А. Громыкос президентом Финляндии Урхо Кекконена[175].
- 3 июля — Переговоры в Москве президента итальянского банка Институте Мобильяре Итальяно[итал.] С.Борри с Председателем правления Госбанка СССР М. Н. Свешниковым[175].
- 3 — 9 июля — Визит в Сирию партийно-правительственной делегации во главе с членом Политбюро ЦК КПСС Кириленко А. П.[176]. Встреча с заместителем секретаря сирийского руководства ПАСВ Мохамадом Джабером Баджбуджем, президентом Сирии Хафезом Аль-Асадом и премьер-министром Сирии Махмудом аль-Аюби[173][177]. Участие в церемонии перекрытия реки Евфрат для строительства электростанции Евфратский гидроузел с участием специалистов из СССР[178].
- 4 июля
  - На «Совещание по безопасности и сотрудничеству в Европе» делегацией СССР внесен проект Генеральной декларации об основах европейской безопасности и принципах отношения между государствами в Европе[173][176].
  - Указом Президиума Верховного Совета СССР наградить Бурятскую АССР Орденом Октябрьской Революции[173].
  - Переговоры в Москве председателя совета директоров американской фирмы Honeywell Джеймса Х. Бингерас министром внешней торговли СССР Н. С. Патоличевым[176].
  - В Тегеране подписан протокол об установлении прямого железнодорожного сообщения между Москвой и Тегераном с сентября 1973 года[176].
- 4 — 7 июля — Торжественные мероприятия по случаю 50-летия Бурятской АССР. Визит Первого секретаря ЦК МНРП, Председателя Совета Министров МНР Юмжагийн Цеденбала и Председателя Совета Министров РСФСР Соломенцева М. С. в Улан-Удэ[174][177].
- 4 — 8 июля — Визит в Болгарию Председателя Президиума Верховного Совета СССР Подгорного Н. В. и переговоры с Председателем Государственного совета НРБ Тодором Живковым[176].Указом Государственного совета НРБ Подгорный Н. В. удостоен высшей награды страны — Орденом «Георгий Димитров» за огромный вклад в укрепление болгаро-советской дружбы и развитие всесторонних отношений между НРБ и СССР, за активное участие в борьбе за мир и международное сотрудничество. Подписан плана культурного и научного сотрудничества на 1973—1976 года[173][174][177].
- 5 — 9 июля — Визит в Японию министра культуры СССР Фурцевой Е. А. и встреча с премьер-министром Японии Какуэй Танака, с министром иностранных дел Масаёси Охирой, с министром образования Сейсуке Окуно[173].
- 6 июля
  - Торжественное открытие памятника Кутузову М. И. в Москве около музея-панорамы «Бородинская битва», скульптор — Н. В. Томский[177][178]. Памятник Кутузову в Москве у Бородинской панорамы

Памятник Кутузову в Москве у Бородинской панорамы

  - Официальное открытие Генерального консульства США в Ленинграде. В церемонии открытия участвовал помощник госсекретаря США Уолтер Стессел с советской стороны член коллегии МИД Г. М. Корниенко[177].
- 8 — 11 июля — Визит в СССР французской делегации во главе с министром экономики и финансов Франции Валери Жискар д’Эстеном и встреча с председателем Совета министров СССР А. Н. Косыгиным. Подписано программа сотрудничества в области экономики и промышленности на 10-летний период[179].
- 9 июля
  - Катастрофа Ту-124 над Куйбышевской областью.
  - Встреча советских и американских космонавтов, ученых и специалистов в центре пилотируемых космических полетов в Хьюстоне. Обсуждение вопросов связанным с совместным полетом космических кораблей «Союз — Аполлон»[180].
  - На Марыйской ГРЭС Туркменской ССР началась выработка электроэнергии 1-м энергоблоком мощностью 200 МВт[180].
- 9 — 12 июля — Визит в Ливан партийно-правительственной делегации во главе с членом Политбюро ЦК КПСС Кириленко А. П. и встреча с президентом Ливана Сулейманом Франжье и премьер-министром Ливана Такиэддином Ас-Сольхом[181].
- 9 — 16 июля — Визит и переговоры в СССР делегации ПТВ и правительства ДРВ во главе с Первым секретарем ЦК Партии трудящихся Вьетнама Ле Зуана и членом Политбюро ЦК ПТВ, премьер-министр ДРВ Фам Ван Донгом с советским руководством[179][181][182].
- 10 июля — VIII Московский международный кинофестиваль 1973.
- 11 июля
  - В Большом Кремлевском дворце состоялось вручение Л. И. Брежневу Международной Ленинской премии «За укрепление мира между народами»[181][183].
  - Переговоры в Москве президента итальянской фирмы Монтекатини Эдисон Эудженио Чефиса[итал.] с Председателем Совета Министров СССР А. Н. Косыгиным[183].
  - Спущен на воду первый теплоход лесовоз-пакетовоз Проекта 1590П, «Пионер Москвы» водоизмещением до 12 тыс. тонн. Первое в СССР судно для перевозки пиломатериалов в пакетах. Серия строилась на Выборгском судостроительном заводе с 1973 по 1981 годы. Всего было построено судов данной серии: 24 — для ММФ СССР, 2 — для ГДР (в 1992 году вернулись в Россию), 1 — для Югославии (позднее продан в Италию и частично перестроен).
  - Решением исполнительного комитета Горно-Алтайского областного Совета депутатов трудящихся № 234 от 11 июля 1973 г. были организованы: в Онгудайском районе «Ининский» заказник площадью 89562 га и «Шавлинский» заказник на территории Онгудайского и Кош-Агачского районов с общей площадью 178 тысяч га[184].
- 11 — 14 июля — Визит в СССР военного министра и главнокомандующего вооружёнными силами АРЕ генерал-полковника Ахмеда Исмаила Али по вопросам национальной безопасности и переговоры с Л. И. Брежневым[185][186].
- 15 июля
  - В урочище Медеу в Алма-Атев результате оползня, сошёл катастрофический поток селя объёмом до 5 300 000 кубометров[187][188][189]. Город от больших разрушений и жерв спасла, построенная годом ранее, высокогорная селезащитная плотина перекрывающая реку Малая Алматинка. Живописное горное ущелье превратилось в пустынный каньон. Люди, находившиеся выше плотины Медео, погибли, когда оползень с ледника Туюк-Су сбросил 225 000 кубометров воды в долину ниже, разрушив три другие плотины и убив около 50 отдыхающих и семь сотрудников, которые приехали на туристический курорт на горе Горельник[190][191].
  - Завершено испытание самого мощного в СССР тепловоза «ТЭП-70» построенного в июне на Коломенском тепловозостроительном заводе. Мощность 4000 л. с.
- 16 июля
  - В городе Шевченко на Мангышлакском энергозаводе состоялся энергетический пуск первого в мире опытно-промышленного реактора на быстрых нейтронах БН-350 с установленной тепловой мощностью 1000 МВт, эквивалентной электрической мощностью 350 МВт (фактической — 135 МВт). Установка предназначена для опреснения воды Каспийского моря. Остановлен реактор 22 апреля 1999 года[182][192]
  - Переговоры в Москве министра обороны Индии Джагдживана Рамы с председателем Совета министров СССР А. Н. Косыгиным и министром обороны СССР А. А. Гречко[182].
  - Открытие памятника Кутузову возле музея-панорамы «Бородинская битва». Авторами проекта являются скульптор Николай Томский и архитектор Лев Григорьевич Голубовский.
- 17 июля
  - Указом Президиума Верховного Совета СССР наградить Всесоюзное добровольное спортивное общество «Трудовые резервы» Орденом Трудового Красного Знамени в честь 50-летие образования.
  - В Москве подписан протокол между делегацией Министерства гражданской авиации СССР и делегацией Гражданской авиации Китая[англ.] о регулярных прямых полётах по воздушной линии Москва-Пекин на самолётах Ил-62[182].
  - Государственная комиссия приняла 17-этажный гостиничный комплекс «Интурист» в Ростове-на-Дону по улице Энгельса.
- 17 — 19 июля — Шестая сессия Верховного Совета восьмого созыва и Пленум Центрального Комитета КПСС— принят закон СССР № 4536-VIII Основы законодательства о народном образовании. Введены в действие с 1 января 1974 года[193][194][195][196]
- 18 июля — Переговоры министерстра нефти и химии Индии Дева Канта Баруа с председателем Государственного комитета Совета Министров СССР по внешним экономическим связям С. А. Скачковым. Подписание протокола о сотрудничестве в строительстве нефтеперерабатывающего завода[англ.] в Матхуре[195].
- 19 июля — Указом Президиума Верховного Совета СССР наградить Брянский машиностроительный завод Орденом Ленина в честь 100-летия со дня образования[194].
- 19 — 29 июля — Визит в СССР делегации Национального собрания Франции во главе с председателем Эдгаром Фором и встреча с Л. И. Брежневым[197], а также членами ВС СССР председателем парламентской группы А. П. Шитиковым и заместителем председателя Я. С. Насриддиновой.
- 20 июля
  - Указом Президиума Верховного Совета СССР присвоено звание «Герой Социалистического Труда» народному художнику СССР Соколову Николаю Александровичу с вручением второго Ордена Ленина и золотой медали «Серп и Молот»[198].
  - Указом Президиума Верховного Совета СССР наградить Ленинградский НИИ гигиены труда и профзаболеваний и Ленинградский НИИ эпидемиологии и микробиологии имени Пастера Орденами Трудового Красного Знамениза заслуги в развитии здравоохранения, медицинской науки и подготовке кадров.
  - Указом Президиума Верховного Совета СССР наградить газету Дальневосточного военного округа «Суворовский натиск» Орденом Трудового Красного Знамени.
- 20 — 29 июля
  - Визит на Кубу советской партийно-правительственной делегации во главе с секретарем ЦК КПСС Долгих В. И. по случаю 20-й годовщины штурма казарм Монкада[199].
  - Визит в СССР делегации Национального собрания Верхней Вольты во главе с председателем Жозефем Уэдраого и встреча с членом ВС СССР председателем парламентской группы А. П. Шитиковым[200].
- 21 июля — В СССР произведён запуск АМС «Марс-4» для комплексного исследования Марса. Из-за дефектов в электронике тормозные двигатели не сработали и АМС пролетела мимо планеты на расстоянии 2200 км. Впервые была передана информация по обнаруженной ионосфере планеты[199].
- 22 июля — Введен в эксплуатацию 150 километровый газопровод Наип — Хива. Новый мощный приток магистрали Средняя Азия — Центр[199].
- 24 июля
  - Переговоры в Москве о дальнейших перспективах сотрудничества министра гражданской авиации СССР Бугаева Б. П. с директором Федерального управления гражданской авиации США Александром Баттерфилдом[англ.][197].
- 24 — 29 июля — Визит в СССР министра иностранных дел Люксембурга Гастона Торна и встреча с председателем Совета министров СССР А. Н. Косыгиным и министром иностранных дел СССР А. А. Громыко[201].
- 24 июля — 1 августа — Визит в СССР делегации Национального собрания Кувейта во главе с председателем Халидом Аль-Гунаим[англ.].
- 25 июля — В СССР произведён запуск АМС «Марс-5» для комплексного исследования Марса. Успешно вышла на орбиту планеты, однако из-за разгерметизации приборного отсека проработала только 17 суток[202].
- 26 июля — Пребывание Л. И. Брежнева в Киеве[203].Торжественное заседание ЦК КПУ и Верховного Совета УССР и вручение Украинской ССР ордена Дружбы народов Указом Президиума ВС СССР от 29.12.1972 № 3743-VIII[204].
- 27 июля
  - Л. И. Брежнев прибыл на отдых в Крым[201].
  - Указ Президиума Верховного Совета РСФСР «Об образовании союзно-республиканского Министерства текстильной промышленности РСФСР».
- 28 июля — 5 августа — X Всемирный фестиваль молодёжи и студентов в Берлине.
- 29 июля — На Нижнекамском нефтехимическом заводе введено в строй производство синтетического каучука. Началась эксплуатация газофракционирующей установки мощностью 35 тыс. тонн в год, что сделало предприятие крупнейшим в своей отрасли в Европе, было начато производство бутилкаучука.
- 30 июля — Л. И. Брежнев в Крыму встретился с отдыхающими в СССР руководителями коммунистических и рабочих партий социалистических стран[205].
- 31 июля
  - Торжественное заседание в Москве Верховного Совета РСФСР и вручение РСФСР ордена Дружбы народов[205][206]. Награждение произвел Подгорный Н. В. согласно Указу Президиума ВС СССР от 29.12.1972 № 3742-VIII[207].
  - Л. И. Брежнев в Крыму встретился с отдыхающими в СССР Генеральным Секретарем ЦК ВСРП Яношом Кадаром и Первым секретарем ЦК СЕПГ Эрихом Хонеккером[205].
  - Указом Президиума Верховного Совета СССР награждено Среднеазиатское пароходство Орденом Трудового Красного Знамени в связи со 100-летием открытием судоходства на Амударье.
- Без точной даты
  - На Мангышлаке введен в строй «Казахский газоперерабатывающий завод». Запущена 1-я очередь цеха переработки газа мощностью 0,5 млрд м³. в год, склад сжиженных газов, а также ряд вспомогательных объектов[205][208].
  - Начало производства на Новогорьковского завода белково-витаминных концентратов в Кстово (позднее Кстовский опытно-промышленный завод БВК). Строительство завода продолжалось 3,5 года[191].

### Август
- 1 августа
  - Л. И. Брежнев в Крыму встретился с отдыхающими в СССР Первым Секретарем ЦК БКП и Председателем Государственного совета НРБ Тодором Живковым, Первым секретарем ЦК МНРП, Председателем Совета Министров МНР Юмжагийн Цеденбалом и Генеральным Секретарем Румынской Коммунистической Партии, Председателем Государственного Совета Николае Чаушеску.
  - В Москве подписано соглашение между правительствами СССР и КНР о товарообороте и платежах в 1973 году[209].
  - В Москве подписано соглашение об оказании Советским Союзом безвозмездной экономической помощи РЮВ в 1973 году. Экономическая помощь в виде машин, продовольствия, медикаментов, потребительских товаров и «других материалов, необходимых для нормализации жизни населения».
  - В эксплуатацию принята 1 очередь нефтепровода Александровское — Томск — Анжеро-Судженск протяженностью 818 км.
- 2 августа
  - Л. И. Брежнев в Крыму встретился с отдыхающими в СССР Первым секретарем ЦК ПОРП Эдвардом Гереком и Генеральный секретарь ЦК КПЧ Густавом Гусаком[210].
  - Введён в эксплуатацию шестой энергоблок мощностью 300 МВт на Лукомльская ГРЭС. Мощность станции достигла 1800 МВт[210].
  - В Москве подписано соглашение между правительствами СССР и Ирака о сотрудничестве в области туризма.
- 4 августа
  - Л. И. Брежнев в Крыму встретился с отдыхающим в СССР Первым секретарем ЦК Партии трудящихся Вьетнама Ле Зуаном[191].
  - Открыт мемориал «В честь героев Курской битвы», в честь юбилея 30-летия победы в Курской битве на автомагистрали М-2 на 630-м километре. Сооруженый методом народной стройки на одном из бывших поле Курской битвы у высоты 254,5 метров. Авторы проекта — белгородские художники А. И. Гребенюк, В. И. Казак и В. Д. Леус, архитектор А. Т. Божко.[211]
- 5 августа — В СССР произведён запуск АМС «Марс-6» для комплексного исследования Марса с орбиты, и обеспечения связи с посадочными модулями. Схема полёта

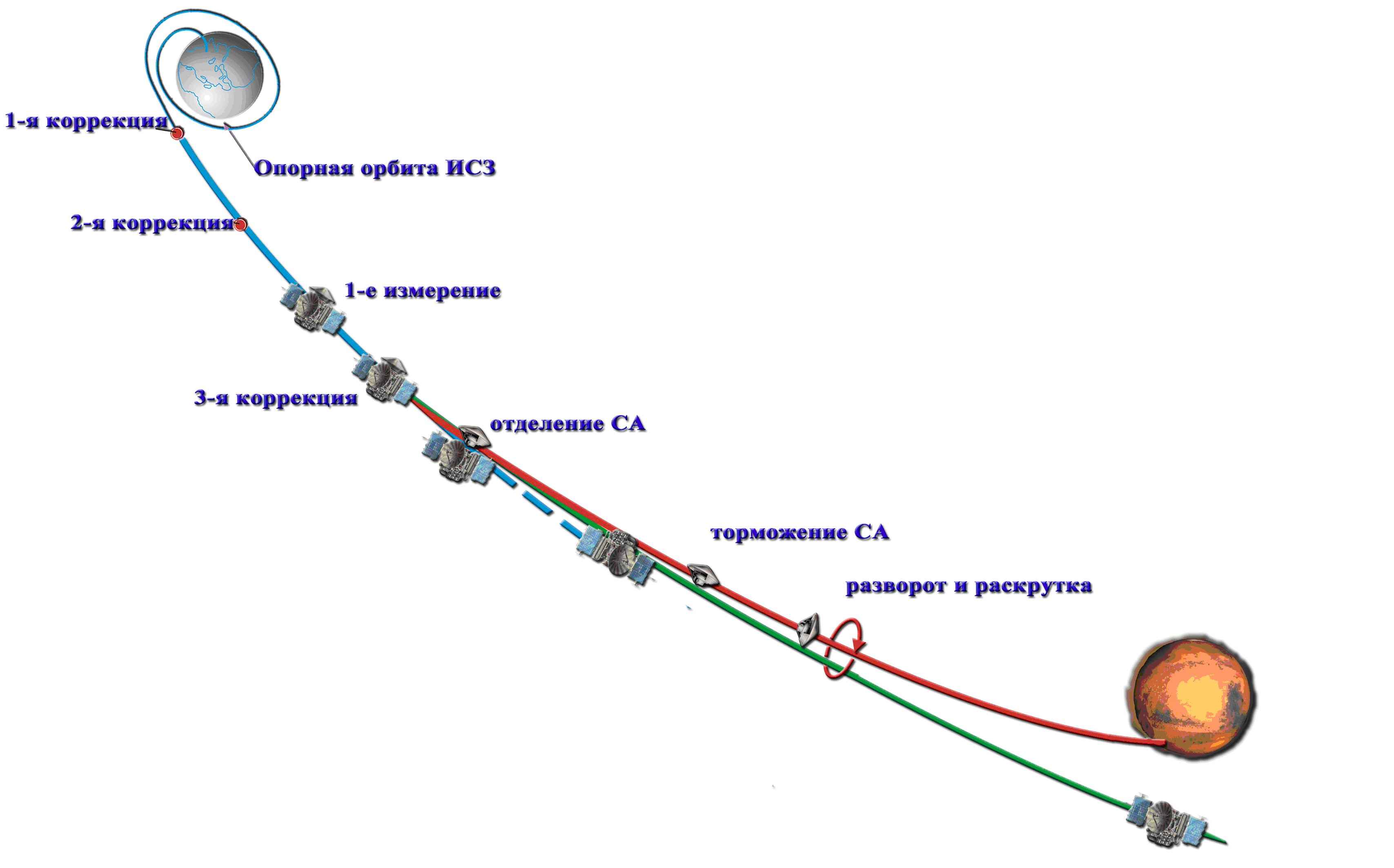
Схема полёта

- 6 — 12 августа — Визит в Москву премьер-министра Ирана Амир Аббас Ховейда и переговоры с А. Н. Косыгиным и Подгорным Н. В.[212]. 7 августа состоялась встреча и переговоры в Москве с Л. И. Брежневым. Подписано соглашение о сотрудничестве в предотвращении угона гражданских воздушных судов, а также дополнительный протокол к советско-иранскому договору от 14 мая 1957 года о режиме границы между двумя странами и о порядке урегулирования пограничных конфликтов и инцидентов[213].
- 7 августа
  - Биолог Жорес Медведев, высланный из Советского Союза и проживающий в Лондоне, по обвинению в антисоветской деятельности Указом Президиума Верховного Совета СССР лишён советского гражданства и ему приказано сдать свой паспорт в советское посольство. На следующий день информационное агентство ТАСС заявило, что Медведев «фабриковал, отправлял на Запад и распространял клеветнические материалы, дискредитирующие советское государство и социальную систему и советских людей»[214].
  - Постановлением ЦК КПСС и Совета Министров СССР № 554—172 на вооружение Советской Армии был принят танк Т-72. Производился в СССР и России в период с 1974 по 1992 годы на Уралвагонзаводе и Челябинском тракторном заводе[215].
  - Комитетом по делам изобретений и открытий при Совете Министров СССР зарегистрировано открытие советских ученых А. А. Соколова, И. М. Тернова Эффект самополяризации электронов или позитронов в магнитном поле № 131 с приоритетом от 26 июля 1963 г.
  - Комитетом по делам изобретений и открытий при Совете Министров СССР зарегистрировано открытие советских ученых Г. Н. Флёрова, С. М. Поликанова, Е. Д. Донец, В. А. Друина, Ю. В. Лобанова, В. Л. Михеева, В. А. Щеголева, А. Г. Дёмина, Ю. С. Короткий «Образование сто третьего элемент — Лоуренсий» периодической таблицы Менделеева № 132 с приоритетом от 20 апреля 1965 г. и 10 августа 1967 г.
  - На Эстонской ГРЭС завершено строительство. Введен 8-й энергоблок и электростанция выведена на проектную мощность 1600 МВт.
- 8 августа
  - Катастрофа Як-40 в Архангельске.
  - Указ Президиума Верховного Совета СССР о награждении Первой Московской ситценабивной фабрики Орденом Октябрьской Революции в связи со 150-летием со дня образования.
- 9 августа
  - Численность населения СССР достигло 250 млн человек[216].
  - В СССР произведён запуск АМС «Марс-7» для комплексного исследования Марса. Из-за нарушения в работе одной из бортовых систем станция прошла около планеты на расстоянии 1300 км от её поверхности.
- 10 августа
  - Визит в Москву и переговоры Генерального секретаря ЦК Национального фронта НДРЙ А. Ф. Исмаила с Л. И. Брежневым[217][218].
  - Указ Президиума Верховного Совета СССР о награждении Ярцевский хлопчатобумажный комбинат Орденом Ленина в связи со 100-летием со дня комбината.
  - Введены в строй основные сооружения Каховской оросительной системы в составе головной насосной станции и 38 километрового отрезка магистрального канала с орошаемым массивом площадью 500 га. Начало строительств в 1967 году.[219].
  - Открытие памятника актёру Ф. Г. Волкову расположенному в центре Ярославля, на площади имени Волкова, во Власьевском саду слева от здания Волковского театра.[220].
- 11 — 24 августа — Премьера телефильма «Семнадцать мгновений весны» на Центральном телевидении СССР.
- 13 августа
  - В Москве состоялась встреча министра внешней торговли СССР Н. С. Патоличева с директором итальянского государственного нефтегазового объединения Eni Паскуале Ландольфи[221].
  - Введен государственной комиссией в эксплуатацию «Кировский биохимический завод» первое в СССР крупное предприятие микробиологической промышленности по производству кормовых гидролизных дрожжей из отходов лесопиления и деревообработки. Выпущена первая продукция кормовые дрожжи. Строительство завода начато в 1967 году[221].
- 14 августа
  - Визит в Москву Председатель Совета Министров ПНР Пётра Ярошевича и переговоры с А. Н. Косыгиным. Переговоры о совместной работе по координации планов развития народного хозяйства СССР и ПНР на предстоящее пятилетие (1976—1980 гг.)[222].
  - В Москве подписано соглашение об экономическом и техническом сотрудничестве и о товарообороте СССР и ДРВ в 1974—1975 году. Оказание содействия Советским Союзом восстановления и дальнейшего развития народного хозяйства, путем поставки оборудования и материалов. Развитие энергетики и угольной промышленности ДВР[222].
  - Комитет по делам изобретений и открытий при Совете Министров СССР зарегистрировано открытие советских ученых Ю. В. Гуляева, Н. И. Крамера, А. П. Королюка, В. Ф. Роя «Акустомагнетоэлектрический эффект» № 133 с приоритетом от 31 января 1964 г.
  - Указом Президиума Верховного Совета СССР награждён Московский городской научно-исследовательский институт скорой помощи имени Н. В. Склифосовского Орденом Ленина<refМ. Ш. Хубутия, Т. Н. Богницкая, С. А. Кабанова, Ю. С. Гольдфарб, П. М. Богопольский. Историческая роль Научно-исследовательского института скорой помощи им. Н. В. Склифосовского в разработке и развитии научных и организационных основ скорой медицинской помощи. // Скорая медицинская помощь. — 2014. — № 15 (3). — С. 69—76.</ref>.
  - Установлен Памятник Дмитрию Прянишникову—русскому основоположнику советской научной школы в агрономической химии Дмитрию Прянишникову[222].
- 15 августа
  - Пребывание Л. И. Брежнева в Алма-Ате[223].Торжественное заседание ЦК КПК и Верховного Совета Каз. ССР и вручение Казахской ССР ордена Дружбы народов Указом Президиума ВС СССР от 29 декабря 1972 г. № 3746-VIII[224].
  - На Якутской обогатительной фабрике № 3 поднят ювелирный камень весом 232,1 карат — самый крупный из добытых якутских алмазов до 1973 года. Находке присвоено имя «50 лет Аэрофлота». В дальнейшем название алмаза изменилось на Звезда Якутии[225].
- 15 — 25 августа
  - Всемирные студенческие игры Универсиада 1973 в Москве.
  - Визит в СССР делегации Национальной ассамблеи Бангладеш во главе со спикером Мухаммедом Мохаммадуллой и встреча с членом ВС СССР председателем парламентской группы А. П. Шитиковым и заместителем председателя Президиума ВС Ф. А. Сургановым[225].
- 15 — 27 августа
  - Первый Всесоюзный фестиваль советской песни «Крымские зори» в Ялте[223].
- 16 августа
  - Визит в Москву на открытие Универсиады 1973 президента Международного олимпийского комитета Лорда Майкла Морриса Килланини и переговоры с А. Н. Косыгиным[226].
- 17 августа
  - Пребывание Л. И. Брежнева в Саратове[227].
  - Визит в Москву Председатель Совета Министров ВНР Йенё Фока и переговоры с А. Н. Косыгиным. Переговоры о совместной работе по координации планов развития народного хозяйства СССР и ВНР на предстоящее пятилетие (1976—1980 гг.)[227].
- 18 августа — Катастрофа Ан-24 под Баку.
- 20 августа
  - Визит в Москву Председатель Совета министров ГДР Вилли Штофа и переговоры с А. Н. Косыгиным. Переговоры о совместной работе по координации планов развития народного хозяйства СССР и ГДР на предстоящее пятилетие (1976—1980 гг.)[228].
  - Указ Президиума Верховного Совета СССР и Постановление Совета Министров СССР № 768 о преобразовании Комитета по делам изобретений и открытий при Совете Министров СССР в Государственный комитет Совета Министров СССР по делам изобретений и открытий[228].
  - На Новолипецком металлургическом комбинате пущена 4-я лента для спекания руды — одна из самых крупных в стране. Ежегодная мощность 3 миллиона тонн агломерата[229].
- 21 августа
  - Визит в Москву Председателя Совета Министров НРБ Станко Тодорова и переговоры с А. Н. Косыгиным. Переговоры о совместной работе по координации планов развития народного хозяйства СССР и НРБ на предстоящее пятилетие (1976—1980 гг.)[228].
  - Указ Президиума Верховного Совета СССР о награждении академика Понтекорво Бруно Максимовича вторым Орденом Ленина за заслуги в развитии науки и техники в связи с 60-летием со дня рождения[229].
- 21 — 30 августа — Визит в СССР делегации Консультационного совета ЙАР во главе с председателем совета Абдаллой аль-Ахмаром. Встреча делегации с членом ВС СССР председателем парламентской группы А. П. Шитиковым и с заместителем председателя Президиума ВС Ф. А. Сургановым[230][231].
- 22 августа — Постановлением Совета Министров СССР на базе факультета искусств Душанбинского педагогического института им Т. Г. Шевченко был создан Государственный институт искусств Таджикистана.
- 23 августа
  - Визит в Москву Председателя Совета Министров СРР Ион Георге Маурера и переговоры с А. Н. Косыгиным[232].
  - Открытие в Москве нового Гребного канала в Крылатском сооруженого к 66-му чемпионату Европы по академической гребле по проекту архитекторов В. Кузьмина, В. Колесника, Игоря Рожина и А. Ястребова, инженеров В. Васильева, А. Кондратьева, С. Гомберга и В. Гофмана (по иным сведениям, над проектом работали архитекторы Е. Горкин, Л. Зорин и В. Краснощёков[233])
- 23 — 26 августа — Визит в Москву Президента и главы правительства Центральноафриканской Республики Жана Беделя Бокассы и переговоры с А. Н. Косыгиным[232].
- 24 августа
  - Указ Президиума Верховного Совета СССР о присвоении звания Героя Социалистического Труда Чаковскому Александру Борисовичу за выдающиеся заслуги в развитии советской литературы, плодотворную общественную деятельность и в связи с 60-летием со дня рождения с вручением второго ордена Ленина и золотой медали «Серп и Молот»[234].
  - На заводе «Ростсельмаш» начался выпуск самой массовой модели зерноуборочных машин — СК-5 «Нива»[235].
- 25 августа — Визит в СССР председателя исполкома Организация освобождения Палестины Ясира Арафата.
- 25 августа — 4 сентября — Визит в Мексику делегации Верховного Совета СССР во главе с заместителем председателя Президиума Верховного Совета СССР Г. С. Дзоценидзе.
- 27 августа — Визит в Москву Председатель Правительства Чехословакии Любомира Штроугала и переговоры с А. Н. Косыгиным. Переговоры о совместной работе по координации планов развития народного хозяйства СССР и НРБ на предстоящее пятилетие (1976—1980 гг.)[236].
- 27 августа — 6 сентября — Визит в СССР делегации ассоциации японо-советской дружбы парламента Японии во главе с её председателем Хирохиде Исида[англ.] и встреча с Председателем Президиума Верховного Совета СССР Подгорным Н. В. и заместителем Председателем Совета Министров СССР В. Н. Новиковым[237][238].
- 28 августа
  - Встреча в Крыму Л. И. Брежнева с председателем совета директоров американо-советской торговой палаты Дональдом Кендаллом по вопросам торгово-экономических отношений США и СССР[236].
  - Указ Президиума Верховного Совета СССР о присвоении звания Героя Социалистического Труда члену АН СССР Марджанишвили Константину Константиновичу за большие заслуги в развитии прикладной математики, плодотворную общественную деятельность и в связи с 70-летием со дня рождения с вручением ордена Ленина и золотой медали «Серп и Молот».
  - Установлена в Таганроге монументальная скульптурная композиция таганрогским подпольщикам «Клятва юности». Посвящена памяти молодёжной антифашистской организации Таганрогского подполья в период оккупации немецкими войсками в 1941—1943 годы[239].
- 29 августа — Указом Президиума Верховного Совета СССР Саратовский цирк награждён орденом Трудового Красного Знамени за развитие циркового искусства и в связи со 100-летием со дня образования[240].
- 29 августа — 1 сентября — Неофициальный визит в СССР премьер-министра Маврикия Сивусагура Рамгулама и переговоры с А. Н. Косыгиным[231].
- 29 августа — 4 сентября — Визит в СССР правительственно-экономической делегации АРЕ во главе с заместителем премьер-министра Абдель Азизом Хигази и переговоры с Председателем Госплана СССР Н. К. Байбаковым, заместителем Председателем Совета Министров СССР В. Н. Новиковым[231].
- 30 августа — Подписаны контракты по разработке генеральной схемы его водяных и земельных ресурсов Ирака и проектов для сооружения на реке Евфрат ирригационных систем и водохранилищ[231].
  - Валуйский сахарный завод мощностью по переработке 3000 тонн сахарной свеклы в сутки принят в эксплуатацию Государственной комиссией 30 августа 1973 года под председательством Моисеева Игоря Петровича начальника отдела новой техники и технологии Росглавсахара.
- 31 августа
  - Письмо группы советских писателей о Солженицыне и Сахарове в газету «Правда»[241].
  - Завершено строительство крупнейшей на Северном Кавказе Невинномысской ГРЭС. С запуском последнего энергоблока мощность электростанции стала 1 430 МВт[241].
- Без точной даты
  - Построено новое здание Кемеровского государственного цирка. Старое деревянное здание сгорело 2 марта 1971 года[242].

### Сентябрь
- 1 сентября
  - Теракт в Мавзолее Ленина.
  - В Москве вынесен судебный приговор В. А. Красину и П. И. Якиру — 3 года лагерей строгого режима и 3 года после лагерной ссылки. На суде оба подсудимых признали себя виновными в антисоветской агитации и заявили о своём раскаянии. После конференции для журналистов 5 сентября с их публичным раскаянием Указом Президиума Верховного Совета СССР срок заключения сокращён до фактически отбытого во время следствия[243].
  - Открытие 198-го сезона Большого театра оперой Хованщина[244].
- 2 — 3 сентября — Неофициальный визит в Ленинград президента Финляндии Урхо Кекконена и переговоры с А. Н. Косыгиным. Посетили торжественную церемонию закладки фундамента фабрики кабельной бумаги на Светогорском целлюлозно-бумажном комбинате в рамках совместной реконструкции предприятия[238].
- 2 — 10 сентября — Визит в СССР герцога Эдинбургского Принца Филиппа и встреча с Председателем Президиума Верховного Совета СССР Подгорным Н. В.[238].
- 2 — 21 сентября — Визит в США партийно-правительственной делегации во главе с заместителем министра внешней торговли СССР Алхимовым В. С.[245].
- 3 сентября
  - Визит в Москву Министра здравоохранения, образования и благосостояния США Каспара Уайнбергера и встреча с Председателем Президиума Верховного Совета СССР Подгорным Н. В. по вопросам сотрудничества в медицинской сфере. Посещение Академии медицинских наук СССР.[238].
  - Торжественное открытие Памятника Леси Украинки в Печерском районе Киева на площади имени Леси Украинки[238].
- 3 — 8 сентября — 2-й Международный конгресс преподавателей русского языка и литературы в Варне (НРБ). Мероприятия «Теория и практика создания учебников и учебных пособий по русскому языку как иностранному». Участвовало около 1500 делегатов из 51 страны мира[246].
- 4 сентября
  - Указ Президиума Верховного Совета СССР о подоходном налоге с сумм, выплачиваемых за издание, использование и иное использование произведений науки, литературы и искусства.
  - Указом Президиума Верховного Совета СССР Тульский сахарорафинадный завод награждён орденом Трудового Красного Знамени в связи со 100-летием со дня образования.
- 4 — 9 сентября — 5-я Конференция писателей стран Азии и Африки состоялась в Алматы. Участвовали 219 литераторов и обществ, деятелей из 69 стран мира, в том числе 189 из 55 стран Азии и Африки. Представители 17 стран Востока и Запада Европы, Америки, Австралии были наблюдателями. Среди делегатов Чингиз Айтматов, Мустай Карим, Расул Гамзатов, Николай Тихонов, Олжас Сулейменов и другие. Алжирский писатель Катеб Ясин был удостоен международной премии «Лотос»[247].
- 5 сентября
  - Указом Президиума Верховного Совета СССР Омутнинский металлургический завод награждён орденом Трудового Красного Знамени за достижение высоких технико-экономических показателей и в связи со 200-летием со дня образования[248].
  - Указом Президиума Верховного Совета СССР Хорезмская правда награждёна орденом Знак Почета.
- 6 сентября
  - Постановление № 656 Совета Министров СССР, ВЦСПС «О трудовых книжках рабочих и служащих».
  - Указом Президиума Верховного Совета СССР Ленинградский прядильно-ниточный комбинат «Советская звезда» награждён орденом Трудового Красного Знамени за достижение высоких производственных успехов и в связи со 100-летием со дня образования[249].
- 7 — 12 сентября — Визит в КНДР для участия в праздновании 25-летия со дня образования КНДР правительственной делегации во главе с заместителем Председателя Совета министров СССР, Председателем Государственного комитета СССР по делам строительства И. Т. Новиковым и встреча с президентом Ким Ир Сеном[250].
- 8 сентября
  - Указом Государственного совета НРБ присвоить звание Герой Народной Республики Болгария товарищу Леониду Ильичу Брежневу с награждением Орденом «Георгий Димитров» за исключительные заслуги в развитии, укреплении и углублении болгаро-советской дружбы и строительстве социализма в НРБ, за активное участие в разгроме гитлеровского фашизма и освобождении народов, за личный вклад в разработку и осуществления ленинской генеральной линии КПСС по строительству коммунизма и мировой политики Советского государства, за неутомимую деятельность по сплочению социалистического содружества, рядов международного коммунистического и рабочего движения и национально-освободительной борьбы, по укреплению всеобщего мира, сотрудничества и дружбы между народами во имя торжества идей марксизма-ленинизма[247].
  - На испытание выведена новая серия советских дизель-поездов изготовленных на Рижском вагоностроительном заводе ДР-1А[251].
- 9 сентября — В день 145-летия со дня рождения Льва Толстого в Туле состоялось открытие Памятник Льву Толстому[252].
- 10 сентября — Введена в эксплуатацию последняя очередь производства на Бендерском шелковом комбинате. Мощность предприятия 4,2 млн м тканей в год[253].
- 10 — 14 сентября
  - Визит в СССР специального представителя главы государства и премьер-министра Афганистана Мухаммеда Наима, младшего брата Мухаммед Дауды. Встреча в Крыму 11 сентября в Крыму с Л. И. Брежневым[254] и 13 сентября в Москве с А. Н. Косыгиным[255].
  - Визит в СССР министра продовольствия, сельского и лесного хозяйства ФРГ Йозефа Эртлья. Проведены переговоры с Министром сельского хозяйства СССР Полянским Д. С.[253] и Косыгиным А. Н.
- 10 — 20 сентября — 5-й Всесоюзный фестиваль телевизионных фильмов в Ташкенте. Большой приз жюри в номинации художественный фильм присужден Тени исчезают в полдень[256].
- 11 сентября — В Москве состоялись переговоры министра рыбного хозяйства Шри-Ланка Джорджа Раджапакса[англ.] с министром рыбного хозяйства СССР Ишковым А. А.[257].
- 13 сентября — Открыта новая советская научно-исследовательская дрейфующая станция Северный полюс-22 (СП-22)[258]
- 14 сентября — Городам Керчи и Новороссийску присвоены звания Город-герой. За выдающиеся заслуги перед Родиной, массовый героизм, мужество и стойкость, проявленные трудящимися городов и войнами Советской армии, Военно-морского флота и авиации в годы Великой Отечественной войны, и в ознаменование 30-летия разгрома фашистских войск[259].
- 15 сентября — Подписание в Сан-Франциско протокола между Внешторгбанком СССР и консорциумом из 10 крупных банков США во главе с Bank of America о предоставлении СССР кредитов на сумму 180 млн долларов.
- 15 — 24 сентября — Визит в СССР заместителя председателя Исполнительного веча Социалистической Республики Сербии Александра Бакочевича.
- 17 — 19 сентября — Визит в СССР представителя внешнеполитического комитета Либерально-демократической партии (ЛДП) Японии, министра финансов Такэо Фукуда. Проведены переговоры с первым заместителем министра иностранных дел СССР Кузнецовым В. В.[260] и Косыгиным А. Н.
- 18 сентября
  - В ООН приняты ФРГ, ГДР и Содружество Багамских Островов.
  - Академик Сахаров подписал письмо генералу Пиночету, где назвал его приход к власти «эпохой возрождения и консолидации».
- 18—21 сентября
  - Визит в Болгарию Л. И. Брежнева[256].
  - Визит в СССР члена Совета революционного командования, министра промышленности Ирака Таха Ясина Рамадана аль-Джизрауи на 4 заседание советско-иракской комиссии по экономическому и техническому сотрудничеству[260]. Проведены переговоры с Заместителя Председателя Совета Министров СССР, Председатель Госплана СССР Н. К. Байбаковым.
- 18 сентября — 21 октября — 28-я сессия Генеральной Ассамблее ООН в США. Участие советской делегации во главе с Министром иностранных дел СССР А. А. Громыко[260].
- 19 сентября
  - Подписание в Сан-Франциско соглашения между ГКНТ и Стэнфордским научно-исследовательским институтом о научно-техническом и экономическом сотрудничестве сроком на 5 лет[261].
  - В Хабаровске открыт региональный Гидрометеорологический центр Дальнего Востока. 4-е учреждение в СССР[261].
- 20 сентября
  - Подписание в Нью-Йорке соглашения между Торгово-промышленной палатой СССР и американской компанией «Occidental Petroleum» о финансировании строительства в Москве Центра международной торговли и научно-технических связей с зарубежными странами[262].
  - Комитет по делам изобретений и открытий при Совете Министров СССР зарегистрировано открытие советских ученых Ю. Н. Денисовым, Я. К. Трошиным «Явление расщепления волны (тонкой структуры) спиновой детонации» № 134 с приоритетом от 12 февраля 1957 г. и 24 февраля 1958 г.
  - Всесоюзное агентство по авторским правам учреждено Советом Министров СССР на базе ВУОАП в Москве.
  - Указ Президиума Верховного Совета СССР о присвоении звания дважды Героя Социалистического Труда председателя колхоза «Большевик» Гусь-Хрустальный район, Владимирская область Горшкову Акиму Васильевичу за выдающиеся заслуги в развитии колхозного производства и в связи с 75-летием со дня рождения с вручением третьего ордена Ленина и второй золотой медали «Серп и Молот». В ознаменование трудовых подвигов соорудить бронзовый бюст на родине Героя[263].
- 21 сентября
  - Указом Президиума Верховного Совета СССР № 4841-VIII Лисичанский горный техникум награждён орденом Трудового Красного Знамени в связи со 100-летием и большим вкладом в дело подготовки кадров для угольной промышленности.
  - Спуск на воду нового танкера проекта 1559 «Висвесвария» водоизмещением 22 тыс. тонн, построенного для Индии на Балтийском судостроительном заводе.
- 21 — 25 сентября — Пребывание Л. И. Брежнева в Ташкенте[264]. Торжественное заседание ЦК КП Узбекистана и Верховного Совета УзбССР и вручение Узбекской ССР ордена Дружбы народов Указом Президиума ВС СССР от 29.12.1972 № 3745-VIII[265].
- 22 сентября — СССР разорвал дипломатические отношения с Чили[245].
- 23 сентября — Введен в строй крупнейший в Европе колесопрокатного производства на Выксунском металлургическом заводе. Производительность свыше 800 тысяч железнодорожных колес в год.
- 23 сентября — 1 октября
  - Визит в СФРЮ Председателя Совета Министров СССР А. Н. Косыгина и переговоры с Председателем Союзного исполнительного веча Югославии Джемалом Биедичем[264]. 28 сентября на Брионах состоялись переговоры А. Н. Косыгина и Президента СФРЮ и Председателя Президиума ЦК Союза коммунистов Югославии Иосипа Броз Тито[266][267].
  - Визит в Австрию делегации Верховного Совета СССР во главе с председателем парламентской группы А. П. Шитиковым и переговоры с Федеральным президентом Австрии Францом Йонасом[268].
  - Визит в СССР парламентской делегации ФРГ во главе с председателем Бундестага Анна-Мария Ренгер и переговоры с первым заместителем министра иностранных дел СССР Кузнецовым В. В.[262], министром внешней торговли СССР Н. С. Патоличевым и Подгорным Н. В[267][269].
- 24 сентября — В Москве переговоры президента Торгово-промышленной палата Австрии Рудольфом Заллинджером[нем.] с министром внешней торговли СССР Н. С. Патоличевым.
- 24 — 26 сентября — Визит в Москву председателя правления Национальная ассоциация промышленников США Б. Рейнса и президента этой ассоциации Э. Кеннаи переговоры с министром внешней торговли СССР Н. С. Патоличевым и заместителем Председателя Совета Министров СССР В. Н. Новиковым[269].
- 25 сентября
  - В Женеве возобновились советско-американские переговоры об ограничении стратегических вооружений[262].
  - Шесть астероидов главного пояса (4303) Савицкий, (6682) Макарий, (3157) Новиков, (6162) Прохоров, (5412) Роу и (8982) Орешек были открыты астрономом Л. В. Журавлевой в Крымской астрофизической обсерватории в один и тот же день.
- 25 — 26 сентября — Визит в СССР заместителя председателя Совета Министров ГДР, председатель Государственной плановой комиссии ГДР Герхарда Шюрера[269].
- 25 — 28 сентября — 64 заседание Исполнительного комитета СЭВ в Москве[266].
- 26 сентября
  - Введён в эксплуатацию пятый энергоблок мощностью 300 МВт на Киришской ГРЭС.
  - На судостроительном заводе «Океан» в Николаеве спущен на воду крупнейший в СССР рудовоз, первое судно проекта 1594, шифра «Черноморье», типа «Зоя Космодемьянская».
- 27 — 29 сентября — Полёт космического корабля Союз-12. Экипаж — командир В. Г. Лазарев и бортинженер О. Г. Макаров.
- 28 сентября
  - В Вашингтоне состоялась встреча Министра иностранных дел СССР А. А. Громыко с Президентом США Ричардом Никсоном и Государственным секретарем США, помощником президента США по национальной безопасности Генри Киссинджером[266].
  - Президиумом Верховного Совета СССР ратифицирована Конвенция о международной ответственности за ущерб, причинённый космическими объектами, подписанная от имени СССР в Москве, Вашингтоне и Лондоне 29 марта 1972 года[267].
  - Введён в эксплуатацию третий энергоблок мощностью 300 МВт на Углегорской ГРЭС.
- 29 сентября
  - В Нью-Йорке министр иностранных дел СССР А. А. Громыко и министр иностранных дел Ирландии Гарретом Фицджеральдом подписано совместное коммюнике об обмене дипломатическими представительствами между СССР и Ирландией[268].
  - На Донецком хлопчатобумажном комбинате введена в эксплуатацию 2-я очередь ткацкой фабрики № 1[9].
- 30 сентября
  - Катастрофа Ту-104 под Свердловском.
  - На Верх-Исетском металлургическом заводе подписан Государственной комиссией акт готовности 1-й очереди цеха холодной прокатки трансформаторного листа. Введён в эксплуатацию крупнейший в Европе комплекс цеха по производству холоднокатаной трансформаторной стали производительностью 100 тыс. тонн продукции в год[270].
- 30 сентября — 4 октября — 3-я сессия советско-американской комиссии по вопросам торговли в Москве. Подписано совместное коммюнике американской делегацией во главе с помощником президента США по экономическим вопросам, министром финансов США Джорджом Шульцом и министром внешней торговли СССР Н. С. Патоличевым. Официально открывается торговое представительство СССР в Вашингтоне и коммерческое бюро США в Москве. Джордж Шульц встретился с Л. И. Брежневым[267][271].
- Без точной даты
  - Введена в эксплуатацию 2-я очередь самого северного в СССР газопровода Мессояха — Норильск.

### Октябрь
- 1 октября — Встреча в Москве Л. И. Брежнева и Президента Чехословакии Людвика Свободы[267][271].
- 1 — 3 октября — Визит вице-президента Верховного революционного совета (ВРС) Сомали, государственного секретаря обороны, командующего сомалийской национальной армией генерала Мохамеда Али Самантара и встреча с министром обороны СССР Гречко А. А. и Подгорным Н. В..
- 1 — 16 октября — 6-й Всесоюзный конкурс вокалистов М. И. Глинки в Кишиневе.
- 2 октября
  - Катастрофа Ан-12 под Магаданом
  - Указ Президиума Верховного Совета СССР о присвоении звания Героя Советского Союза с вручением ордена Ленина и медали «Золотая Звезда» летчикам-космонавтам В. Г. Лазареву и О. Г. Макарову, а также присвоить звание Лётчик-космонавт СССР[271].
  - Принят в эксплуатацию на «Михайловском железорудном комбинате» (Курская магнитная аномалия) производственный комплекс по добыче 1 млн тонн богатой железной руды в год. Общая мощность комбината составила до 9 млн тонн.
- 3 — 11 октября — Визит в СССР делегации Сейма ПНР во главе с маршалом Сейма Станиславом Гуцвой[пол.] и переговоры Подгорным Н. В.[272].
- 5 октября
  - Советское правительство обратилось к Генеральному секретарю ООН Курту Вальдхайму с призывом не допустить казни Генерального секретаря КПЧ Луиса Корвалана.
  - Торжественное заседание в Тбилиси ЦК КП Грузии и Верховного Совета республики и вручение Грузинской ССР ордена Дружбы народов Указом Президиума ВС СССР от 29.12.1972 № 3747-VIII[273]. Орден вручил Кириленко А. П.[274].
  - Указом Президиума Верховного Совета СССР Ереванская государственная консерватория имени Комитаса награждёна орденом Трудового Красного Знамени[275].
- 7 — 10 октября — Первые советско-японские переговоры на высшем уровне в Москве. Премьер-министр Японии Какуэй Танака встретился с советским руководством Л. И. Брежневым, А. Н. Косыгиным и А. А. Громыко. Подписаны документы и соглашения о научно-техническом сотрудничестве, об обмене учеными и научными работниками, о распространении информационных материалов, об обмене печатными изданиями, конвенция об охране перелетных птиц и птиц, находящихся под угрозой исчезновения, и среды их обитания[272][276].
- 7 — 13 октября — XXIV Международный конгресс астронавтики в Баку.
- 8 — 12 октября
  - Визит в СССР экономической делегации ГДР во главе с заместителем Председателя Совета министров ГДР Куртом Фихтнером и переговоры с председателя Государственного комитета Совета Министров СССР по внешним экономическим связям С. А. Скачковым[276].
  - Визит в СССР заместителя Председателя Государственного совета Болгарии[болг.] Венелина Коцева[болг.][277].
- 9 октября
  - Во время бомбардировки Дамаска был разрушен советский культурный центр. Погибла заведующая курсами русского языка при культурном центре Александра Петровна Калинычева. 19 октября военный самолёт доставил её в Москву. Она была похоронена на Ваганьковском кладбище[277].
  - Переговоры в Москве Председателя правления Госбанка СССР М. Н. Свешникова с Президентом федерального банка ФРГ Карлом Класеном[нем.] и Президентом Парижско-нидерландский банк Жаком де Фушье.
- 9 — 15 октября — Визит в Аргентину делегации СССР во главе с заместителем Председателя Президиума Верховного Совета СССР Курбан Али оглы Халиловым.
- 10 октября
  - Открыт 75-й сезон МХАТ в новом здании в Москве на Тверском бульваре[272][278]. Поскольку историческое здание в Камергерском переулке требовало реконструкции (и было закрыто в 1978 году на реконструкцию, длившуюся целое десятилетие), в 1973 году для МХАТа было построено новое здание на Тверском бульваре, дом № 22, оснащённое новейшей театральной техникой, с гигантской сценой высотой более 30 метров и зрительным залом на 1472 места. Первым спектаклем на сцене прошла пьеса «Сталевары» Г. К. Бокарева. Режиссёр-постановщик О. Ефремов совм. с Л. Монастырским. Художник И. Сумбаташвили[276].Здание МХАТ имени Горького на Тверском бульваре

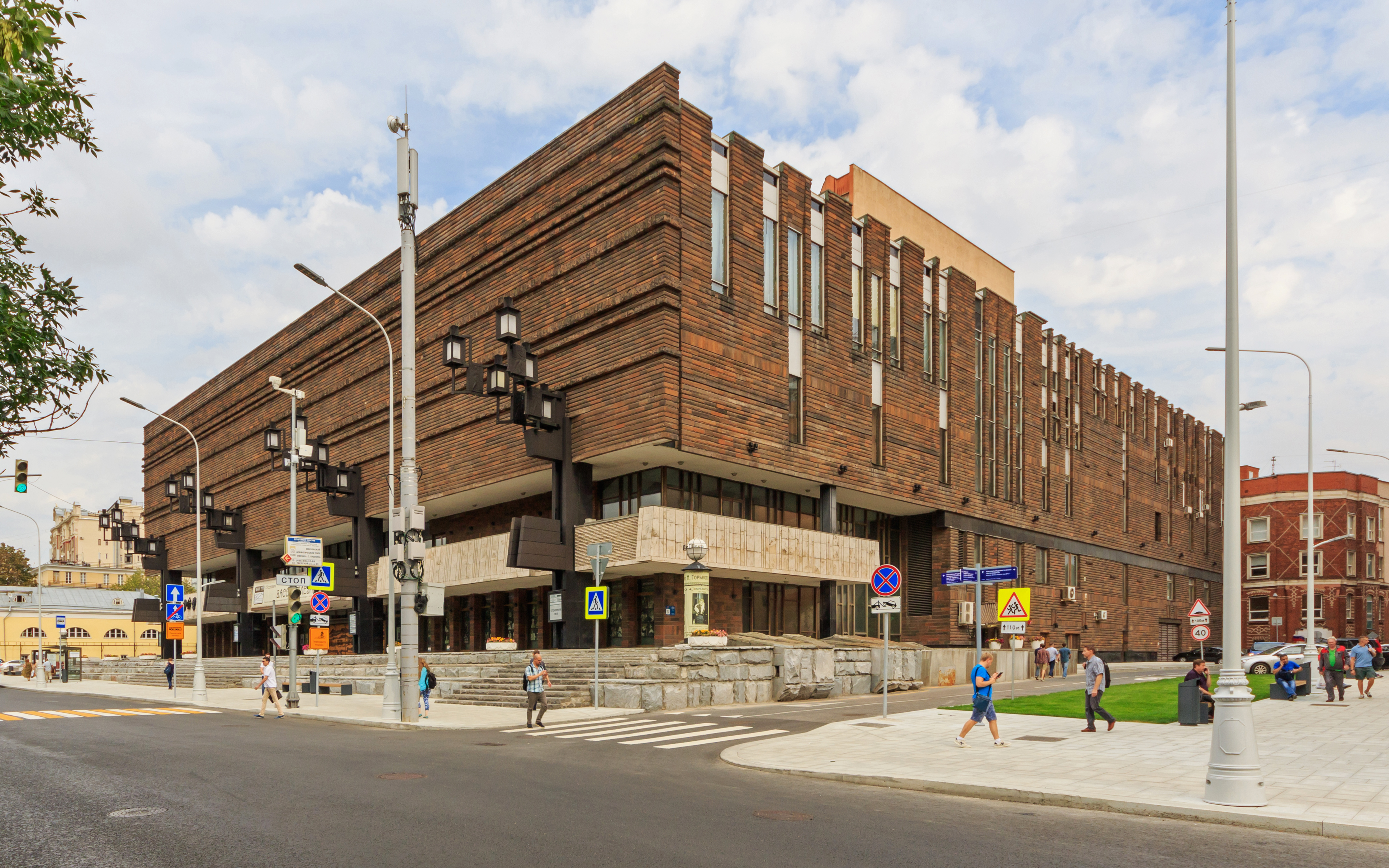
Здание МХАТ имени Горького на Тверском бульваре

  - Принято секретное постановление ЦК компартии Украины об усилении борьбы с незарегистрированными религиозными сектами.
  - На Златоустовском металлургическом заводе государственной комиссией подписан акт о пуске первой очереди стана «350/500»[276].
- 11 октября
  - Указ Президиума Верховного Совета СССР об образовании общесоюзного Министерство машиностроения для животноводства и кормопроизводства СССР (Минживмаш)[279]
  - В целях увековечения памяти Сальвадора Альенде мужественного борца за дело чилийских трудящихся, выдающего деятеля освободительного, антиимпериалистического движения Латинской Америки по предложению советских общественных организаций принято решени присвоить имя Сальвадора Альенде одной из улиц в Москве, назвать его именем одно из морских судов[280], выпустить документальный фильм, издать почтовую марку с его портретом, а также сборник речей[276].Почтовая марка СССР, посвящённая Альенде, 1973 год

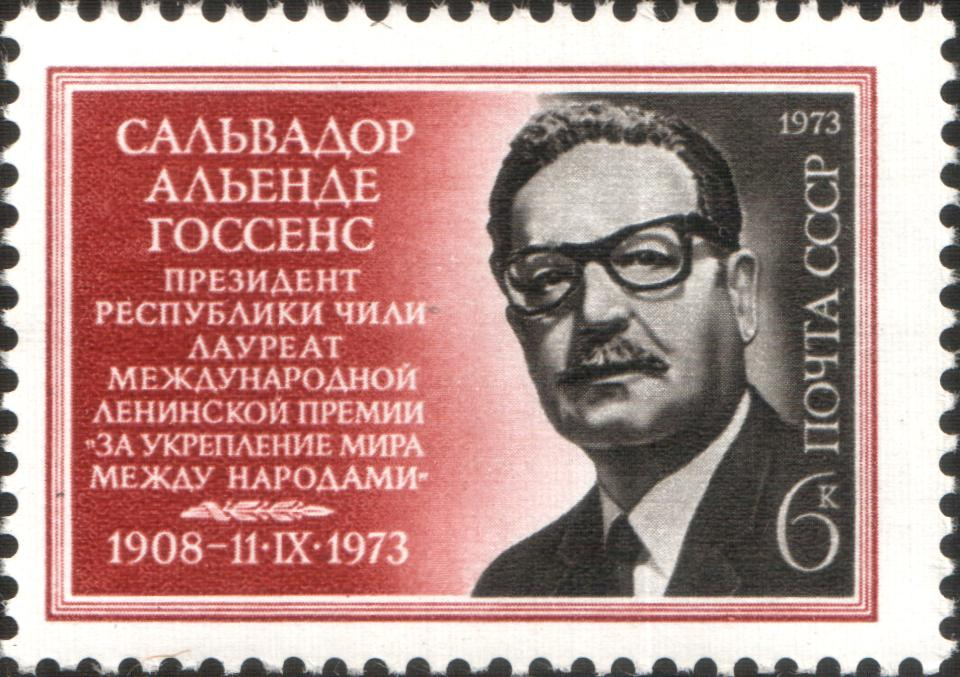
Почтовая марка СССР, посвящённая Альенде, 1973 год

- 11 — 12 октября — Визит в ПНР министра обороны СССР Гречко А. А. на празднование 30-летия Войско Польского[281]
- 12 октября — В порту Тартус израильские ракетные катера двумя ракетами «Габриэль» поразили советское торговое судно «Илья Мечников»[277][282]. Третья ПКР «Габриэль», пущенная по находящимся в гавани советским судам, угодила в волнолом порта. Теплоход «Илья Мечников» в результате прямого попадания двух ракет, получил две пробоины по правому борту в районе второго и третьего трюмов ниже действующей ватерлинии. Ракеты взорвались внутри трюмов, возник пожар, распространившийся на машинно-котельное отделение и среднюю надстройку. После семи часов борьбы за корабль, горящее судно затонуло.
- 13 октября — Катастрофа Ту-104 под Подольском. Погибли все 122 человека на борту. Самая трагичная катастрофа в истории самолёта.
- 14 октября — Открытие нового здания Омского цирка на проспекте К.Маркса[283].
- 14 — 15 октября — Визит в СССР Председателя Революционного Совета и Председателя Совета министров АНДР Хуари Бумедьен[284][285].
- 14 — 22 октября —Визит в СССР на 3 сессию смешаной комиссии по сотрудничеству канадской делегации во главе с Министром промышленности и торговли Канады Аластер Гиллеспи[англ.] и переговоры с Первым заместителем Председателя Совета Министров СССР К. Т. Мазуровым[286]
- 15 октября — Установление дипломатических отношений между СССР и Габоном[284].
- 15 — 25 октября —Визит в СССР премьер-министра Дании Анкер Хенрик Йёргенсен и переговоры Л. И. Брежневым и А. Н. Косыгиным. Подписание соглашения о морском судоходстве[284][285][286][287].
- 16 октября
  - Указ Президиума Верховного Совета СССР о присвоении звания дважды Героя Советского Союза Маршалу Советского Союза Гречко Андрею Антоновичу с награждением шестым орденом Ленина и второй медалью "Золотая Звезда"за заслуги перед Родиной в строительстве и укреплении Вооружённых сил СССР и в связи с 70-летием со дня рождения[285][287].
  - Указом Президиума Верховного Совета СССР Научно-исследовательский институт эпидемиологии, вирусологии и медицинской паразитологии им. А. Б. Алексаняна награждён орденом Трудового Красного Знамени.
- 16 — 19 октября — Визит в Каир Председателя Совета Министров СССР А. Н. Косыгина[288].
- 19 октября
  - Указом Президиума Верховного Совета СССР присвоено звание «Герой Социалистического Труда» народному художнику СССР Куприянову Михаилу Васильевичу с вручением второго Ордена Ленина и медали «Серп и Молот» за выдающиеся заслуги в развитии советского изобразительного искусства и в связи с 70-летием со дня рождения[288].
  - Открыто движение системы троллейбусного транспорта в Барнауле.
- 20 — 22 октября — Визит в СССР помощника президента США по национальной безопасности Генри Киссинджера. Переговоры с советской стороной для выработки проекта резолюции Совета Безопасности ООН по вооружённому конфликту[289][290].
- 20 — 31 октября — Заседание совета Межпарламетского союза в Женеве. В работе приняли участие 55 стран. Делегацию Совета Национальностей Верховного Совета СССР возглавила председатель Я. С. Насриддинова. Во время визита прошла встреча в Берне с Президентом Швейцарии Роже Бонвеном[291].
- 20 октября — 4 ноября — Визит в Иране, Кувейте и Ираке председателя Государственного комитета Совета Министров СССР по внешним экономическим связям С. А. Скачкова.
- 22 октября — Резолюция Совета Безопасности ООН за номером 338. Резолюция предусматривала немедленное прекращение огня и всех военных действий с остановкой войск на занимаемых ими 22 октября позициях. Воюющим государствам предлагалось «начать немедленно после прекращения огня практическое выполнение резолюции 242 (1967) Совета Безопасности от 22 ноября 1967 года во всех её частях»[289][292][293].
- 22 — 24 октября — 4-я Межправительственная советско-шведская комиссия по экономическому и научно-техническому сотрудничеству в Швеции правительственную делегацию СССР возглавлял первый заместитель Министра внешней торговли М. Р. Кузьминых[291].
- 22 — 26 октября — 13-я Межправительственная советско-венгерская комиссия по экономическому и научно-техническому сотрудничеству в ВНР правительственную делегацию СССР возглавлял заместитель Председателя Совета Министров СССР и постоянный представитель СССР в СЭВ М. А. Лесечко. Подведение итогов работы и координация планов на 1976—1980 годы[291].
- 24 октября
  - В Совете Безопасности ООН представитель СССР при ООН Малик Я. А. осудил попрание Израилем резолюции Совета Безопасности ООН от 22 октября 1973 года о прекращении огня и призвал Совет к тому, чтобы заставить агрессора подчиниться решениям ООН[278].
  - Советское руководство предупредило Израиль «о самых тяжёлых последствиях» в случае его «агрессивных действий против Египта и Сирии». Одновременно Леонид Брежнев послал Ричарду Никсону срочную телеграмму, в которой заверил американскую сторону, что в случае её пассивности по урегулированию кризиса СССР столкнётся с необходимостью «срочно рассмотреть вопрос о том, чтобы предпринять необходимые односторонние шаги». Была объявлена повышенная боеготовность 7 дивизий советских воздушно-десантных войск. В ответ в США была объявлена тревога в ядерных силах[278].
  - Указом Президиума Верховного Совета СССР присвоено звание «Герой Социалистического Труда» народной актрисе СССР Ужвий Наталий Михайловне с вручением четвёртого Ордена Ленина и золотой медали «Серп и Молот»[278].
- 24 — 30 октября — Визит в СССР военной делегации Финляндии во главе с командующим оборонительными силами генералом Каарло Лейнонен[англ.] и переговоры с министром обороны СССР Гречко А. А.[294].
- 25 октября
  - В Совете Безопасности ООН при обсуждении ближневосточного конфликта Малик Я. А. заявил, что в результате продолжения агрессии Израиля на Египет направить контингент войск СССР и США в район конфликта в соответствии с Уставом ООН[278].
  - Израильские войска, прекратили наступление в вооружённом конфликте и состояние повышенной боевой готовности в советских дивизиях и американских ядерных силах было отменено.
- 25 — 31 октября — Всемирный конгресс миролюбивых сил в Москве. В работе конгресса участвовали 3200 делегатов, представителей 120 международных и 1100 национальных организаций и движений из 143 стран мира.[295][296].

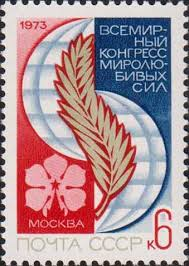

- 29 — 30 октября — Визит в СССР императора Эфиопии Хайле Селассие I и переговоры с Подгорным Н. В.[294].
- 30 октября
  - Государственный комитет Совета Министров СССР по делам изобретений и открытий зарегистрировал открытие советских ученых Ю. Д. Прокошкина, А. Ф. Дунайцева, В. И. Рыкалина, Я. Б. Зельдович, В. И. Петрухина «Закон сохранения векторного тока в слабых взаимодействиях элементарных частиц» № 135 с приоритетом от 8 июня 1955 г.
- 30 октября — 3 ноября
  - Визит в Египет первого заместителя министра иностранных дел СССР Кузнецова В. В. и переговоры с Президентом Египта Анвар Садатом[294].
  - Визит в СССР Вице-канцлера ФРГ Вальтера Шееля и переговоры Председателем Совета Министров СССР А. Н. Косыгиным[297].
- 31 октября — Указ президиума Верховного Совета СССР о награждении Ленинградского горного института имени Г. В. Плеханова орденом Октябрьской Революции в связи с 200-летием со дня основания[298].
- Без точной даты
  - Введена в эксплуатацию 1-я очередь Северо-Рогачикской оросительной системы (Запорожская область) способностью орошения 19 тыс. га.
  - Введена в эксплуатацию последняя очередь Благовещенской хлопчатопрядильной фабрики, крупнейшей в Сибири и на Дальнем Востоке.
  - Рижский вагоностроительный завод завершил испытание самого быстроходного в стране поезда «Русская тройка» скоростью 200 км в час.

### Ноябрь
- 2 ноября
  - Заявление Федерации футбола СССР. В связи с напряжённой политической обстановкой в Чили и нагнетанием антисоветских настроений с допущением произвола и насилия в отношении советских граждан, находящихся в Чили. Использование национального стадиона, на котором намеревается провести футбольный матч в контрационный лагерь. Среди узников много иностранцев, в том числе кубинские тренеры, приехавшие по приглашению чилийских спортивных организаций. Выражает решительный протест Международной федерации футбола и заявляет об отказе сборной СССР о проведении ответного матча в гостях у сборной Чили. Выражена готовность провести матч на территории третей страны[299].
  - Завершился 35-й чемпионат СССР по футболу. Победителем турнира стал ереванский «Арарат» (первый чемпионский титул).
  - Открытие перед зданием Клиники акушерства и гинекологии памятника русскому врачу, заслуженному профессору Московского университета, одному из основоположников отечественной гинекологии Владимиру Снегирёву. Архитектором проекта является Евгений Стамо. Скульпторы Сергей Конёнков и Александр Казачок начали работу над монументом в 1967 году[297].
- 2 — 3 ноября — Визит в СССР Первого Секретаря ЦК БКП и Председателя Государственного совета НРБ Тодора Живкова[299].
- 3 — 6 ноября — Визит в Сирию первого заместителя министра иностранных дел СССР Кузнецова В. В. и переговоры с президентом Сирии Хафезом Аль-Асадом[300].
- 3 — 8 ноября — Премьера на телевидении советского, шестисерийного, телевизионного фильма — «Как закалялась сталь», режиссёра Николая Мащенко, по одноимённому роману Н. А. Островского, созданный на киностудии имени А. Довженко. Снят по заказу Государственного комитета Совета министров СССР по телевидению и радиовещанию.
- 4 ноября
  - Принята в постоянную эксплуатацию железнодорожная линия «Хребтовая — Усть-Илимская». Строительство 214 километровой линии начали в январе 1966 года[300].
  - Государственная комиссия приняла в эксплуатацию «Кировский маргариновый завод» мощностью 20 тысяч тонн продукции в год. Строительство началось в 1968 году[300][301].
- 5 ноября
  - Указ Президиума Верховного Совета СССР о присвоении звания Героя Социалистического Труда Соломенцеву Михаилу Сергеевичу за большие заслуги перед Коммунистической партией и Советским государством и в связи с 60-летием со дня рождения с вручением четвёртого ордена Ленина и золотой медали «Серп и Молот»[302].
  - Указ Президиума Верховного Совета СССР о присвоении воинских званий генералам и адмиралам Вооружённых Сил СССР[303].

1. Маршала авиации: Генерал — полковникам авиации Бугаеву Борису Павловичу и Зимину Георгию Васильевичу;
2. Адмирала флота: Адмиралам Егорову Георгию Михайловичу и Смирнову Николаю Ивановичу.
3. Маршала артиллерии: Генерал — полковнику Передельскому Георгию Ефимовичу;
4. Маршала войск связи: Генерал — полковнику Белову Андрею Ивановичу.

- - Указом Президиума Верховного Совета СССР издательство «Физкультура и спорт» «за плодотворную работу по изданию спортивной литературы и большой вклад в развитие физкультурного движения в стране» награждено орденом «Знак Почета»[304].
- 9 ноября — Угон самолёта Як-40 (1973)
- 11 ноября
  - Введен в эксплуатацию третий энергоблок Кураховской ГРЭС мощностью 200 МВт. Он введен в производство за вторым через два с половиной месяца. До конца года мощность ГРЭС увеличиться ещё на 200 МВт[305].
  - Указ Президиума Верховного Совета СССР о награждении Прибалтийской железной дороги орденом Октябрьской Революции в связи со 100-летия со дня основания[305].
  - Указ президиума Верховного Совета СССР о награждении Довбышского фарфорового завода Орденом Трудового Красного Знамени в связи со 150-летия со дня основания.
- 11 — 14 ноября — Пребывание А. Н. Косыгина в Белоруссии. Встреча с партийным и государственным руководством Белоруссии[305].
- 11 — 15 ноября — Пребывание Л. И. Брежнева в Киев для переговоров с Президентом СФРЮ Иосипом Броз Тито, а также с членами и кандидатами в члены Политбюро ЦК КП Украины. Встреча с партийным и государственным руководством Украины[305].
- 12 ноября
  - Завершено строительство новой шахты в Караганде «Чурубай-Нуринской» № 17-17бис мощностью 1 млн. 800 тыс. тонн угля в год.
  - Введено Вуктыльское газоконденсатное месторождение (Коми) на проектную мощность 45 млн м³ газа в сутки.
- 12 — 15 ноября
  - Визит в Киев СССР Президента СФРЮ и Председателя Президиума ЦК Союза коммунистов Югославии Иосипа Броз Тито и переговоры с Л. И. Брежневым[306][307]. 19 ноября 1973 года: Киев встречает Л. И. Брежнева и Иосипа Броза Тито. Фото А. Т. Бормотова

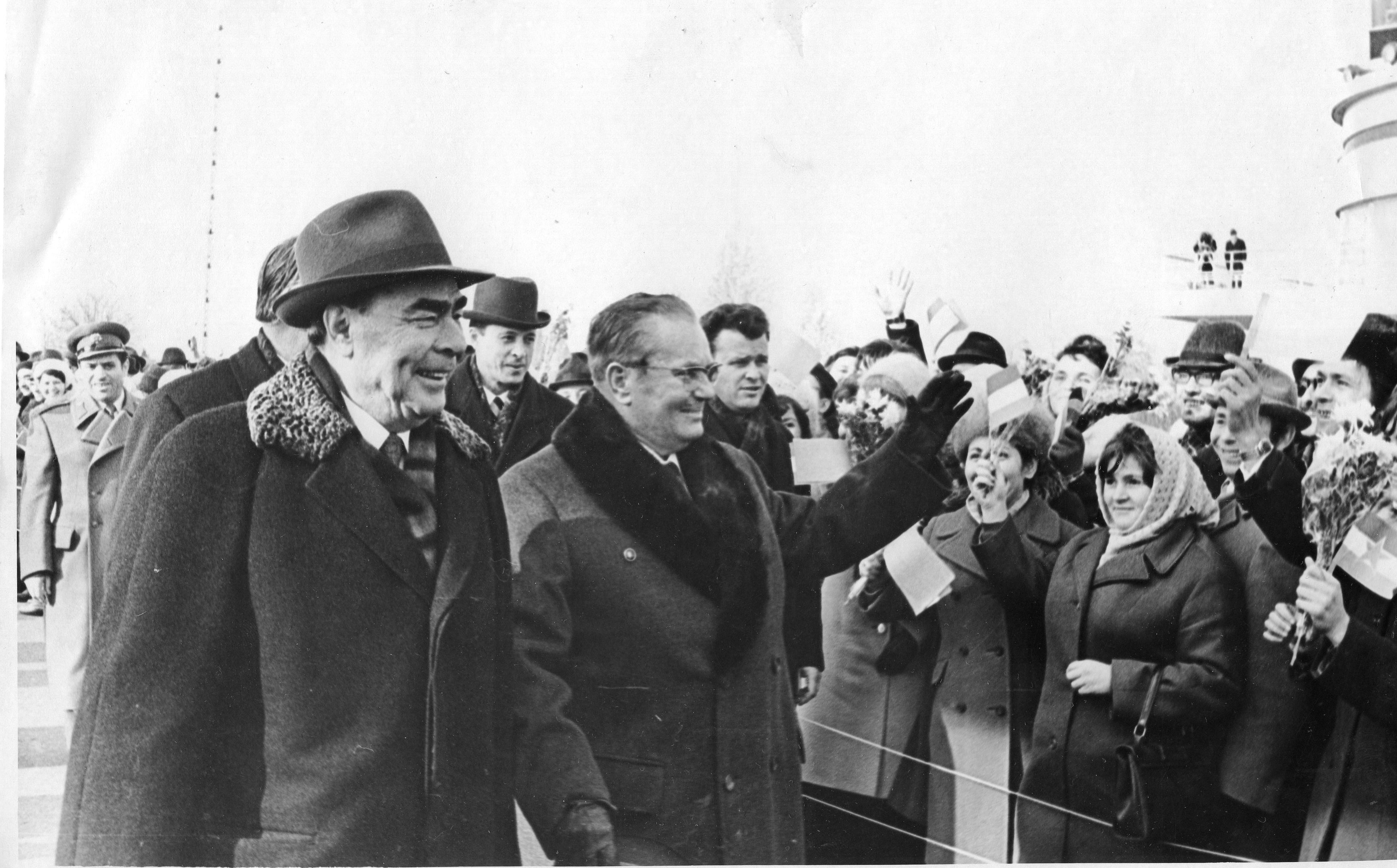
19 ноября 1973 года: Киев встречает Л. И. Брежнева и Иосипа Броза Тито. Фото А. Т. Бормотова

  - Визит в СССР заместителя председателя Совета министров ПНР Францишек Каима и переговоры с заместителем Председателя Совета Министров СССР, Председателем Госплана СССР Н. К. Байбаковым[308].
- 12 — 22 ноября — Визит в СССР делегации Парламента Финляндии во главе с председателем парламента Виено Сукселайненом для проведения переговоров о товарообороте на 1974 год[309].
- 13 ноября — Государственный комитет Совета Министров СССР по делам изобретений и открытий зарегистрировал открытие советского ученого Н. А. Дехкан-Ходжаевой «Свойство лямблии паразитировать в тканях организма млекопитающего» № 136 с приоритетом от 3 декабря 1956 г.
  - Государственный комитет Совета Министров СССР по делам изобретений и открытий зарегистрировал открытие советских ученых Ю. Д. Прокошкина, С. П. Денисова, Р. С. Шувалова, Ю. П. Горина, Д. А. Стояновой, Ю. Б. Бушнина, Ю. П. Дмитриевский, С. В. Донскова, А. И. Петрухина, В. С. Селезнёва «Закономерность в энергетической зависимости полных сечений (серпуховский эффект)» № 137 с приоритетом от 24 мая 1971 г.
- 13 — 15 ноября — В Москве прошла 1 сессия советско-американской комиссии по сотрудничеству в области сельского хозяйства[308].
- 13 — 16 ноября — III съезд композиторов РСФСР. Выбрано новое руководство Союза композиторов России. Председателем правления Союза композиторов стал Родион Щедрин, который руководил Союзом композиторов РСФСР в течение последующих 17 лет. Первым секретарем был избран Андрей Эшпай. Ответственным секретарем, а затем заместителем председателя Союза композиторов стал Владислав Казенин, вторым заместителем председателя — Ян Френкель.[306].
- 14 ноября
  - Торжественное заседание ЦК КП Белоруссии и Верховного Совета БССР и вручение Белорусской ССР ордена Дружбы народов Указом Президиума ВС СССР от 29.12.1972 № 3744-VIII[310]. Орден вручил А. Н. Косыгин[306].
  - 9-й пленум ЦК ВЛКСМ. Принято решение созвать XVII съезд ВЛКСМ в апреле 1974 года. Обсуждены вопросы повышения роли комсомола в воспитании достойной смены рабочего класса и колхозного крестьянства[306].
- 15 — 19 ноября — Официально дружественный визит в СССР партийно-правительственной делегации Гвинеи во главе с Премьер-министром Гвинеи Луи Лансаном Беавоги и подписал соглашение по вопросам экономического и технического сотрудничества[306][307][311][312][313].
- 16 ноября
  - В Москве встреча Леонида Брежнева с представителем деловых кругов США и «большим другом Советского Союза» Армандом Хаммером по вопросу торгово-экономических отношений[312].
  - Указ Президиума Верховного Совета СССР о награждении Свердловска орденом Ленина за большие революционные и трудовые заслуги трудящихся города, их выдающеюся роль в индустриализации страны, значительный вклад в обеспечения разгрома немецко-фашистских захватчиков в ВОВ, успешную деятельность по созданию материально-технической базы коммунизма и в связи с 250-летия со дня основания города[312][314].
  - Указ Президиума Верховного Совета СССР о присвоении звания Героя Социалистического Труда академику Садыкову Абиду Садыковичу за заслуги в развитии органической химии и в связи с 60-летием со дня рождения с вручением третьего ордена Ленина и золотой медали «Серп и Молот»[312][315].
  - В Москве подписано соглашение между СССР и ГДР по строительству Киембаевского асбестового горно-обогатительного комбината мощностью 500 тыс. тонн[312].
- 18 ноября — Завершено строительство 360 километровой линии электропередач напряжением 500 кВ Ермак — Омск. ЛЭП связала ОЭС Казахстана, ОЭС Западно-Сибирскую и Алтайскую энергосистему[316].
- 19 ноября
  - Визит в Москву Генерального секретаря ФКП Жорж Марше и переговоры с Генеральным секретарем Л. И. Брежневым[309].
  - Торжественное открытие Дворца Молодёжи в Свердловске на площади Коммунаров, по проекту Г. И. Белянкина, получившего в 1974 году за эту работу премию Совета Министров СССР[317].Дворец молодежи

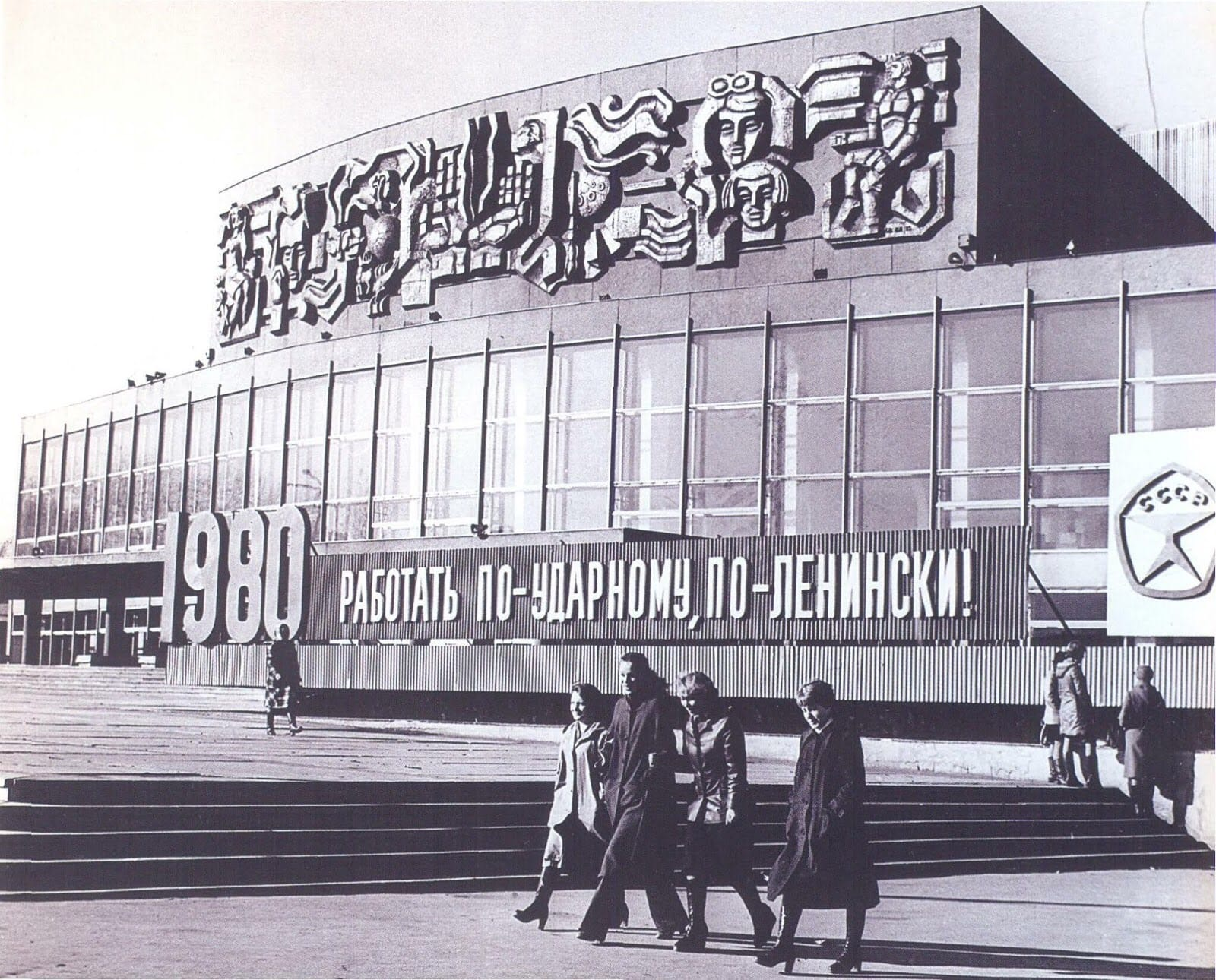
Дворец молодежи

- 19 — 21 ноября — 29-я сессия Академии художеств СССР. Обсуждение проблем социалистического реализма и творческую деятельность АХ СССР[314].
- 19 — 24 ноября
  - Визит в СССР партийно-государственной делегации Гвинеи-Бисау во главе с Председателем Государственного Совета Гвинеи-Бисау и заместителем председателя ПАИГК Луиш де Алмейдой Кабралом и переговоры с Председателем Президиума Верховного Совета СССР Н. В. Подгорным[314][318].
  - Визит в СССР министра иностранных дел Канады Митчелл Шарп и переговоры с Председателя Совета Министров СССР А. Н. Косыгиным, Председателем Президиума Верховного Совета СССР Н. В. Подгорным и министром иностранных дел СССР А. А. Громыко[313].
- 20 ноября
  - Постановление ЦК КПСС и Совета Министров СССР о мерах по дальнейшему развитию хозяйственного расчета в Совхозах и других государственных сельскохозяйственных предприятиях.
  - Выдан первый уголь на новой шахте «Южно-Донбасская» № 1. Началась разработка крупного месторождения в Угледаре, Донецкой области[309].
  - Завершилось перекрытие Волги Астраханским вододелителем. Строительство разборной бетонной плотины до острова и от острова, и до левого берега Волги создана земляная русловая плотина высотой 18,5 метра. Астраханский вододелитель — это единственное уникальное гидросооружение, служило для обеспечения нерестилищ рыб необходимым по уровню и продолжительности паводком. Строительство гиганта на Нижней Волге началось в конце апреля 1963 года[319].
- 21 ноября— Указ Президиума Верховного Совета СССР о повышении размеров пенсий инвалидам и семьям, потерявшим кормильца.
- 22 ноября
  - В Улан-Баторе подписано соглашение между правительством Монголии и СССР об учреждении Совместного горно-обогатительного предприятия Эрдэнэт на месте освоения медно-молибденового месторождения «Эрдэнэтийновоо» — «Гора сокровищ»[320].
  - Указ президиума Верховного Совета СССР о награждении Астрономический институт Академии наук Узбекистана Орденом Трудового Красного Знамени за заслуги в развитии астрономической науки и в связи со 100-летия со дня основания[320].
- 25 ноября — Генеральная Ассамблея ООН приняла Международную конвенцию о пресечении преступления апартеида и наказании за него. Проголосовала 91 голосом против 4 (при 26 воздержавшихся)[321].
- 26 ноября
  - Указом Президиума Верховного Совета СССР город Петродворец был награждён орденом «Знак Почета» за большой вклад трудящихся в восстановление и развитие дворцов, музеев и парков и в связи с 250-летием[322].
  - Указ Президиума Верховного Совета СССР о награждении Подольского цементного завода орденом Октябрьской Революции в связи со 100-летия со дня основания.
  - Под нагрузку поставлена 300 километровой линии электропередач напряжением 500 кВ Костромская ГРЭС — Москва.
- 26 — 30 ноября — Официальный дружественный визит в Индию Л. И. Брежнева. Переговоры с премьер-министром Индии Индирой Ганди и президентом Индии Варахагири Гири. Выступление Л. И. Брежнева в парламенте Индии. Подписана советско-индийская декларация, соглашение о развитии экономического и торгового сотрудничества между странами, соглашение о сотрудничестве между Госпланом СССР и плановой комиссией Индии, консульская конвенция между правительствами стран[323][324][325][326][327].
- 27 ноября
  - Переговоры министра торговли и судоходства Норвегии Йенсом Эвенсеном[англ.] с министром внешней торговли СССР Н. С. Патоличевым[324].
  - Переговоры президента банка Société Générale Мориса Лоре с министром внешней торговли СССР Н. С. Патоличевым, Председателем Государственного комитета Совета Министров СССР по науке и технике В. А. Кириллиным и Председателем правления Госбанка СССР М. Н. Свешниковым[324].
- 27 — 30 ноября — Визит в Ирак делегации СССР во главе с Секретарем ЦК КПСС, председателем Международного отдела ЦК КПСС по связям с коммунистическими партиями капиталистических стран, председателя комиссии по иностранным делам Совета Национальностей Верховного Совета СССР Б. Н. Пономарёвым и переговоры с иракской делегацией во главе с заместителя генерального секретаря Регионального руководства ПАСВ Ирака, заместитель председателя Совета революционного командования Ирака Саддамом Хусейном и генеральным секретарем Регионального руководства ПАСВ Ирака, президентом Ирака Ахмад Хасаном Аль-Бакр[326][328].
- 27 ноября — 5 декабря — 2-я сессия советско — американской комиссии по научно-техническому сотрудничеству в Москве. Выполнение соглашения о сотрудничестве СССР и США в области науки и техники от 24 мая 1972 года и перспективы развития деловых связей. Завершен организационный период деятельности рабочих групп. Встреча делегации США во главе с директором Национального научного фонда Гайфордом Стевером[англ.] и переговоры с Н. В. Подгорным[329].
- 28 ноября
  - Первый в истории авиации воздушный таран на сверхзвуковом истребителе МиГ-21СМ (бортовой номер «240»)совершил капитан 1-й эскадрильи 982-го истребительного авиационного полка Г. Н. Елисеев. В непосредственной близости от границы СССР были обнаружены два самолёта, один из которых ушёл в сторону, а второй совершил вторжение в воздушное пространство СССР. Самолётом-нарушителем оказался иранский F-4 «Фантом» II. Получив приказ на уничтожение нарушителя, Елисеев выпустил по нему две ракеты Р-3, одну он пустил вдоль курса полета самолёта противника как предупреждение. Самолёт-нарушитель не отвернул. Елисеев выпустил вторую ракету на поражение, не удалось сбить самолёт наблюдения иранских ВВС, и он пошёл на таран врезавшись на своём МиГ-21 в F-4 «Фантом» II. Экипаж F-4, иранский майор и полковник ВВС США, благополучно катапультировались в советском воздушном пространстве и были захвачены в плен. Самолёт Елисеева после тарана врезался в гору, пилот погиб.[330].
  - Торжественное заседание ЦК КП Литвы и Верховного Совета Литовской ССР и вручение Литовской ССР ордена Дружбы народов Указом Президиума ВС СССР от 29.12.1972 № 3749-VIII[331]. Орден вручил М. А. Суслов[332].
- 30 ноября
  - Переговоры министра внешней торговли СССР Н. С. Патоличева с А. Оцтемелом президентом фирмы «Satra» официального импортера и дистрибьютора Советских автомобилей и мотоциклов с 1973 по 1979 год. Satra — это сокращение от «Советско-Американская торговая ассоциация»[326].
  - Указ Президиума Верховного Совета СССР о присвоении звания Героя Социалистического Труда академику Царёву Михаилу Ивановичу за заслуги в развитии советского театрального искусства, плодотворную общественную деятельность и в связи с 70-летием со дня рождения с вручением третьего ордена Ленина и золотой медали «Серп и Молот»[333][334].
  - На ГП «Херсонский судостроительный завод (завод № 873)» в Херсоне спущен на воду океанский сухогруз «Василий Клочков» проекта 1585, типа «Герои панфиловцы», шифр «Днепр». Заложено 30 марта 1973 года и списано 08 марта 1997 года. Показан в х/ф «Берегите женщин» (Одесская киностудия, 1981 год)[335]
- Без точной даты
  - Введена в постоянную эксплуатацию 214-километровой железнодорожная ветка Хребтовая —Усть-Илимск Восточно-Сибирской железной дороги.
  - На Среднеуральском медеплавильном заводе запущена 2-я очередь цеха двойного суперфосфата (крупнейшего в стране). Мощность по производству удобрений 700 тыс. тонн в год.
  - На Орско-Халиловском металлургическом комбинате запущена 4-я доменная печь, и проведена первая плавка.
  - Завершено испытание на Волге самого большого в СССР катамарана Отдых (теплоход-катамаран, проект Р-80). Пассажировместимостью 1000 человек. Проект теплохода в серию не пошёл и был построен только один экземпляр.

### Декабрь
- 2 — 5 декабря — Визит в СССР министра иностранных дел и по делам Содружества Великобритании Сэр Алек Дуглас-Хьюм и переговоры с Председателем Президиума Верховного Совета СССР Н. В. Подгорным и министром иностранных дел СССР А. А. Громыко[336][337].
- 3 декабря — Введен в эксплуатацию и выдал электрический ток 1-й энергоблок Рязанской ГРЭС мощностью 260 МВт.
- 3 — 11 декабря — Визит в СССР министра национальной обороны Робер Галле и переговоры с Председателем Президиума Верховного Совета СССР Н. В. Подгорным, министром обороны СССР Гречко А. А. и заместителем председателя Совета Министров СССР по оборонным отраслям промышленности, Председателем Комиссии Президиума Совета Министров СССР по военно-промышленным вопросам Смирновым Л. В.[338].
- 4 декабря
  - Указ Президиума Верховного Совета СССР о награждении член-корреспондент АМН СССР, академик АН УССР Амосова Николая Михайловича за большие заслуги в развитии медицинской науки и здравоохранения и в связи с 60-летием со дня рождения золотой медалью Серп и Молот и вторым Орденом Ленина[337].
  - Указ президиума Верховного Совета СССР о награждении газеты Вечерняя Москва Орденом Трудового Красного Знамени за плодотворную работу по коммунистическому воспитанию трудящихся города Москвы, мобилизации их на выполнение задач хозяйственного и культурного строительства и в связи с 50-летием основания[337].
- 5 декабря — На Сумском химическом комбинате выдал первую продукцию сернокислотный цех № 5 — основной цех в технологическом комплексе по производству сложных минеральных удобрений.
- 5 — 8 декабря — Визит во Францию министра внешней торговли СССР Н. С. Патоличева и переговоры с президентом Франции Жоржем Помпиду и министром экономики и финансов Франции Валери Жискар д’Эстеном[339].
- 6 декабря — Указ президиума Верховного Совета СССР о награждении газеты Львовской железной дороги Орденом Трудового Красного Знамени в связи с 100-летием основания[9].
- 7 декабря
  - Катастрофа Ту-104 в аэропорту Домодедово. Погибли 16 человек, среди которых Ефим Удальцов.
  - В юбилей 250 — летие города Пермь. Введен в эксплуатацию комплекс зданий «Дом Советов» строительство осуществлялось с июля 1967 года[340].
- 8 декабря — Указ Президиума Верховного Совета СССР присвоено звание Героя Социалистического Труда прядильщице Фурмановской прядильно-ткацкой фабрики № 2 Амосовой Елене Георгиевне за досрочное выполнение пятилетнего задания, достижения наивысшей производительности труда в отрасли, выпуск продукции высокого качества и награждена золотой медалью Серп и Молот и Орденом Ленина[341].
- 8 — 20 декабря — Межправительственная внеочередная сессия генеральной конференции ЮНЕСКО в Индонезии по вопросам политики в области культуры стран Азии. Делегацию СССР возглавляла министр культуры СССР Фурцева Е. А..
- 10 — 11 декабря — Пленум ЦК КПСС. Доклад заместителя Председателя Совета Министров СССР, Председателя Госплана СССР Н. К. Байбакова «О Государственном плане развития народного хозяйства СССР на 1974 год» и министра финансов В. Ф. Гарбузова «О Государственном бюджете СССР на 1974 год»[342][343].
- 10 — 16 декабря — Визит в СССР заместителя премьер-министра Революционного правительства Кубы Карлоса Рафаэль Родригеса и подписание протокола 4-го заседания межправительственной советско-кубинской комиссии по экономическому и научно-техническому сотрудничеству.
- 11 декабря
  - Государственный комитет Совета Министров СССР по делам изобретений и открытий зарегистрировал открытие советских ученых в области электрохимии В. А. Членова, Н. В. Михайлова «Явление возникновения статического перепада давления газа в виброкипящем слое». № 138 с приоритетом от 4 июня 1963 г.
  - Указ Президиума Верховного Совета СССР о назначении Министром строительства предприятий нефтяной и газовой промышленности СССР Щербину Бориса Евдокимовича[343].
- 10 — 13 декабря — 65 заседание Исполнительного комитета СЭВ в Москве. Утвержден план работы и бюджет секретариата комитета на 1974 год[344].
- 12 — 14 декабря — Седьмая сессия Верховного Совета восьмого созыва и Пленум Центрального Комитета КПСС — План и бюджет на 1974 год.[345][346].
- 15 декабря — Введен в эксплуатацию 7-й энергоблок Лукомльской ГРЭС мощностью 300 МВт[347].
- 16 декабря — Катастрофа Ту-124 под Волоколамском
- 17 декабря — Организовано Министерство строительства и эксплуатации автомобильных дорог БССР на базе Главного управления шоссейных дорог при Совете Министров БССР.
  - Начала производства на предприятии 3-й Березниковский калийный комбинат мощностью 1,5 млн тонн удобрений в год[348].
- 17 — 19 декабря
  - Дружеский визит в СССР первого секретаря ЦК ПОРП Эдварда Герека и встреча с руководством СССР[349].
  - Визит в ЧССР министра обороны СССР Гречко А. А. и встреча в Праге с Генеральным секретарем ЦК КПЧ Густавом Гусаком и министром обороны ЧССР Мартином Дзуром[350].
- 17 — 24 декабря — Визит в СССР торговой делегации Бангладеш во главе с министром внутренней и внешней торговли Абулой Хаснат Мухаммад Камаруззаманом[англ.] и переговоры с министром внешней торговли СССР Н. С. Патоличевым и заместителем Председателя Совета Министров СССР В. Н. Новиковым. Подписание протокола о товарообороте между СССР и Бангладеш на 1974 год[351]..
- 18 декабря— Государственный комитет Совета Министров СССР по делам изобретений и открытий зарегистрировал открытие советских ученых в области электрохимии А. М. Бродского, Ю. В. Плескова, Ю. Я. Гуревича, В. А. Бендерского, Я. М. Золотовицкого, Л. И. Коршунова «Закон электронной фотоэмиссии из металлов в растворы электролитов» № 139 с приоритетом от 28 января 1968 г.
- 18 — 24 декабря — Визит в СССР делегации Республики Южный Вьетнам во главе с Председателем Президиума ЦК Национального фронта освобождения Южного Вьетнама, Председателем Консультативного совета Временного революционного правительства Республики Южный Вьетнам доктором Нгуен Хыу Тхо и встреча с Генеральным секретарем ЦК КПСС Леонидом Брежневым, а также с Председателем Президиума Верховного Совета СССР Н. В. Подгорным. Подписано соглашение об оказании Советским Союзом экономической помощи РЮВ. Соглашение предусматривало поставку машин и оборудования, сельхозтехнику, нефтепродукты, удобрения, черные и цветные металлы, медикаменты, продовольственные и другие товары[348][352].
- 18 — 26 декабря — Полёт космического корабля Союз-13. Экипаж — П. И. Климук, В. В. Лебедев.
- 19 декабря — Торжественное заседание ЦК Коммунистической партии Киргизии и Верховного Совета Киргизской ССР и вручение Киргизской ССР ордена Дружбы народов Указ Президиума Верховного Совета СССР от 29 декабря 1972 г. № 3752-VIII[353]. Орден вручил К. Т. Мазуров[349]
- 19 — 21 декабря — Визит в СССР югославской экономической делегации во главе с заместителем председателя Союзного исполнительного Вече СФРЮ Яковым Сиротковичем и встреча с заместителем Председателя Совета Министров СССР В. Н. Новиковым[350].
- 19 — 24 декабря — Мирная конференция по Ближнему Востоку в Женеве. Делегацию СССР возглавил министр иностранных дел СССР А. А. Громыко[350][354].
- 19 — 26 декабря — Визит в ДРВ делегации Верховного Совета СССР во главе с заместителем председателя С. Б. Ниязбековым[350].
- 20 декабря
  - Указ Президиума Верховного Совета СССР присвоено звание Героя Социалистического Труда народному артисту СССР и режиссёру-постановщику Райзману Юлию Яковлевичу за выдающиеся заслуги в развитии советского киноискусства и в связи с 70-летием и награждён золотой медалью Серп и Молот и вторым Орденом Ленина[349]
  - Указом президиума ВС СССР Волжский автомобильный завод имени 50 летия СССР, управление строительства «Куйбышевгидрострой» и трест «Нефтехиммонтаж» награждёны орденами Трудового Красного Знамени[354][355][356].
  - Введена в строй 1-я очередь Тираспольского хлопчатобумажного комбината — прядильное производство на 60 тысяч веретен.[357]
  - В Ленинграде подъём воды в Неве и каналах достиг в наивысшей точке 226 сантиметров выше ординара. В истории города подобное явление стало 227-м по счету[348].
- 20 — 23 декабря — Визит в ВНР министра обороны СССР Гречко А. А. и встреча с Генеральным Секретарем ЦК ВСРП Яношом Кадаром и министром обороны ВНР генерал-полковником Лайошом Цинеге[354].
- 20 — 29 декабря — Визит в Японию советской делегации во главе с кандидатом в члены Политбюро ЦК КПСС, Председателем Совета Министров РСФСР Соломенцевым М. С. на открытие выставки «Советская социалистическая Сибирь» и переговоры с Премьер-министром Японии Какуэй Танаки[354][358].
- 21 декабря
  - Торжественное заседание ЦК Коммунистической партии Таджикистана и Верховного Совета Таджикской ССР и вручение Таджикской ССР ордена Дружбы народов Указ Президиума Верховного Совета СССР от 29 декабря 1972 г. № 3753-VIII[359]. Орден вручил Дмитрий Степанович Полянский[356].
  - Введен в эксплуатацию и выдал электрический ток 2-й энергоблок Рязанской ГРЭС мощностью 260 МВт.
  - Официально Волжский автомобильный завод имени 50 летия СССР был принят Государственной комиссией с оценкой «отлично». Выпущен миллионный автомобиль[354][356].
- 22 декабря
  - Криворожская ГРЭС — 2 достигла мощности 3000 МВт с запуском последнего 10 энергоблока и стала самой крупной тепловой электростанцией мира, работающей на твердом топливе.
- 23 декабря — Катастрофа Ту-124 подо Львовом
- 24 декабря — Завершено строительство 1-й очереди Углегорской ГРЭС. Введён в эксплуатацию четвёртый энергоблок мощностью 300 МВт.[360]
- 24 — 28 декабря — Визит в СССР торговой делегации Гвинеи во главе с министром внешней торговли Абдулай Туре. Подписание соглашение по вопросам торговли на 1974 год[352].
- 25 декабря
  - Торжественное заседание ЦК Коммунистической партии Таджикистана и Верховного Совета Туркменской ССР и вручение Туркменской ССР ордена Дружбы народов Указ Президиума Верховного Совета СССР от 29 декабря 1972 г. № 3755-VIII[361]. Орден вручил А. Н. Шелепин[362].
  - Указом президиума Верховного Совета СССР Всесоюзное объединение «Совсудоподъём» Министерства морского флота СССР награждено орденом Трудового Красного Знамени за успешное выполнение заданий по осуществлению аварийно-спасательных, судоподъемных, подводно-технических работ и сохранности окружающей среды[363].
  - Введен в эксплуатацию и выдал электрический ток 2-й энергоблок Сырдарьинской ГРЭС мощностью 300 МВт.
- 25 — 27 декабря — Сессия Всесоюзной академии сельскохозяйственных наук имени Ленина в Москве. Посвящена задачам сельскохозяйственной науки в решении проблемы белка в СССР[363].
- 25 1973 года — 5 января 1974 год — Традиционный фестиваль искусств СССР «Русская зима» в Москве[364].
- 26 декабря
  - Пребывание в Риге Подгорного Н. В. и встреча с руководством Латвийской ССР.[362] Торжественное заседание ЦК КП Латвии и Верховного Совета Латвийской ССР с вручением Латвийской ССР ордена Дружбы народов Указом Президиума ВС СССР от 29.12.1972 № 3751-VIII[365] и городу Рига Орденом Ленина.
  - Торжественный вечер в честь 75 — летие МХАТа[366].
- 26 — 29 декабря — Визит в Польшу правительственной торговой делегации СССР во главе с министром внешней торговли СССР Н. С. Патоличевым и переговоры с первым секретарем ЦК ПОРП Эдвардом Гереком[358].
- 27 декабря
  - Торжественное заседание ЦК КП Эстонии и Верховного Совета Эстонской ССР с вручением Эстонской ССР ордена Дружбы народов Указом Президиума ВС СССР от 29.12.1972 № 3756-VIII[367] и городу Таллину Орденом Ленина. Орден вручил Ю. В. Андропов[362].

Вид на парк в Ульяновске

  - Указом Президиума Верховного Совета СССР наградить Дом-музей В. И. Ленина в Ульяновске орденом Октябрьской Революции «За большую работу по пропаганде ленинских идей, коммунистическому воспитанию трудящихся на примере жизни и деятельности В. И. Ленина»[368].Вид на парк в Ульяновске
  - Указом Президиума Верховного Совета СССР Горьковское музыкальное училище награждёно орденом «Знак Почета» за заслуги в подготовке музыкальных кадров и в связи с 100-летием[362].
  - Указом Президиума Верховного Совета СССР присвоено звание «Герой Социалистического Труда» мастеру буровой бригады Нижневартовского управления буровых работ № 2 производственного объединения «Главтюменнефтегаз» Петрову Григорию Кузьмичу с вручением второго Ордена Ленина и медали «Серп и Молот» за выдающиеся успехи в выполнении социалистических обязательств по бурению нефтяных скважин и высокие технико-экономических показателей в работе. Впервые в отрасли коллектив бригады за 11 месяцев пробурил свыше 85 тысяч метров нефтяных скважин (при средней проходке в Западной Сибири — 46 тысяч метров).[362]
  - Белорусский автомобильный завод начал производство первые автомобили трёх новых моделей, в том числе самосвалов-углевозов на базе БелАЗ-540А и БелАЗ-548А грузоподъемностью 120 тонн и двигателем 1200 л. с.,одна модель была оснащена газотурбинной силовой установкой[358].
  - В эксплуатацию введена 1-я очередь нового порта Восточный в бухте Врангеля залива Находка Японского моря. Под погрузку встало первое судно — лесовоз «Шадринск».
- 28 декабря
  - Указ Президиума Верховного Совета СССР о присвоении звания Героя Советского Союза с вручением ордена Ленина и медали «Золотая Звезда» летчикам-космонавтам П. И. Климуку и В. В. Лебедеву за успешное выполнение программы научных исследований на корабле «Союз-13» с системой телескопов «Орион-2», а также присвоить звание Лётчик-космонавт СССР[358]. П. И. Климук и В. В. Лебедев

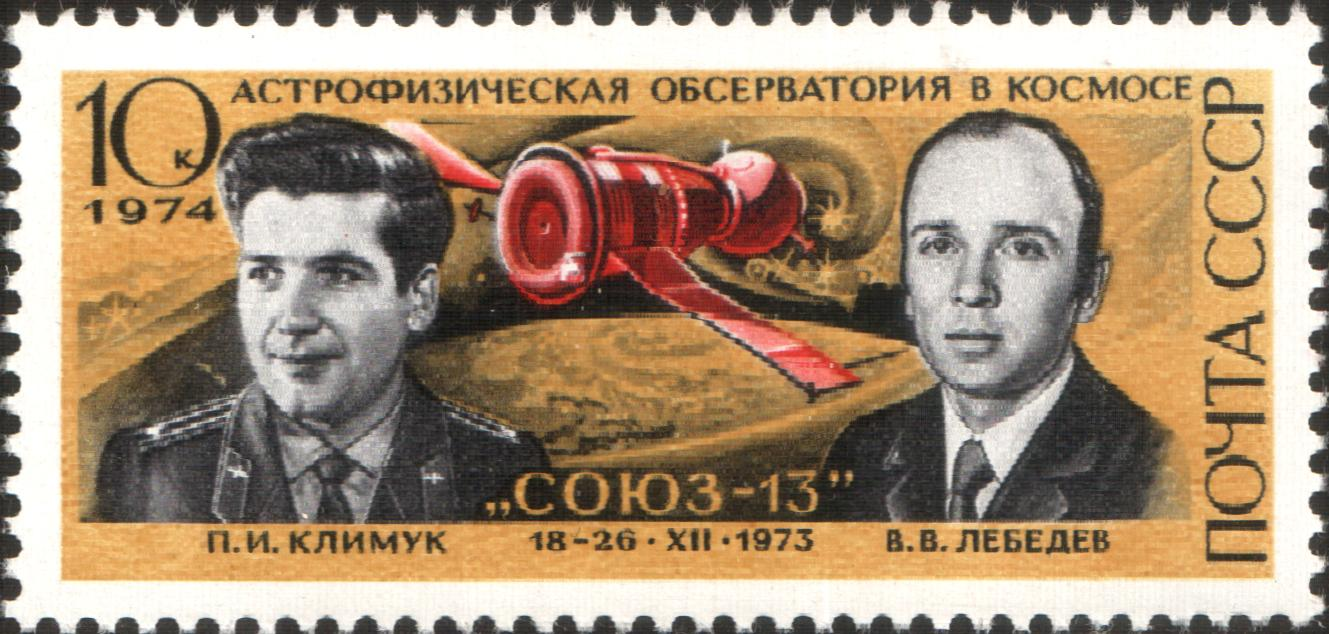
П. И. Климук и В. В. Лебедев

  - В Париже начата публикация романа-исследования А. И. Солженицына «Архипелаг ГУЛАГ».
  - В Рубцовске открылось троллейбусное сообщение.
  - На Волжском трубном заводе началось производство на крупнейшем в стране трубоэлектросварочном стане «2520»[358].
- 29 декабря
  - Завершение работы по редемаркации советско-турецкой государственной границы (работа комиссии проходила с 1969 года по декабрь 1973 года)[369]. Подписаны документы:
1. Протокол — описания прохождения линии советско-турецкой государственной границы.
2. Карта государственной границы между СССР и Турцией.
3. Протоколы пограничных знаков.
Протокол о контроле, уходе, ремонте и восстановлении пограничных знаков и сохранении пограничных просек.
  - Издательство политической литературы выпустило книгу Маршала Советского Союза А. М. Василевского «Дело всей жизни» 512 страниц. В дальнейшем книга при жизни Александр Михайлович дополнялась и переиздавалась более 7 раз[358][370].
  - На Криворожском металлургическом комбинате имени В. И. Ленина введен в строй новый блюминг № 3[369].
  - Введена в строй шахта Распадская (Кемеровская область) проектная мощность 6 млн тонн угля в год.
  - Введена в эксплуатацию 3-я очередь на Алексеевском цементном заводе им. 50 лет СССР. Разожжена и пущена в эксплуатацию восьмая вращающаяся печь. Цементники приступили к обжигу клинкера — полуфабриката цемента.
- 30 декабря
  - Церемония открытия Монумента Вечной славы в Новомосковске в память о советских солдатах, погибших в годы Великой Отечественной войны. На гранитном постаменте у монумента зажгли вечный огонь от факела, доставленного на специальном бронетранспортёре от Братской могилы в Урванском лесу[371].
  - Указ президиума Верховного Совета СССР о награждении журнала Звезда Орденом Трудового Красного Знамени за развитие советской литературы и активное участие в коммунистическом воспитании трудящихся и в связи с 50-летием основания[372].
  - Указ президиума Верховного Совета СССР о награждении Кокчетавской областной газеты «Степной маяк» Орденом «Знак Почёта»
  - Указ президиума Верховного Совета СССР о награждении Пензенского цирка Орденом «Знак Почёта» в ознаменование 100-летия со дня основания и за заслуги в развитии советского циркового искусства.
  - Вступил в строй первая очередь Богдановичского фарфорового завода. Производственные цеха завода Богданович — цех низкотемпературной посуды и фарфора, цех обжига и формовочный цех.
- 31 декабря 
  - Новогоднее поздравление советскому народу по телевидению и радио произнес Генеральный секретарь ЦК КПСС Леонид Брежнев[372].
  - Во Владивостоке введено в эксплуатацию новое капитальное здание цирка на 2400 мест на ул. Светланской (архитекторы — Соломея Максимовна Гельфер и Георгий Васильевич Напреенко, инженер — Владимир Алексеевич Шемякин).

### Без точной даты
- Завершено строительство Кармановская ГРЭС ввод в строй 2-й очереди станции (шестого энергоблока)
- Открыт кинотеатр «Искра» в Алма-Ате на проспект Достык, 44.
- Открыт Мемориальный комплекс «Лысая гора» — памятник военной истории, расположенный в Советском районе города Волгограда. В честь 30-летия окончания ожесточённых боев за высоту 145,5 и прилегающую территорию, которые велись непрерывно с сентября 1942 года по январь 1943 года в течение 147 суток. до 17 января
- Открыт мемориальный памятник «Памятник воинам-землякам, погибшим в годы Великой Отечественной войны (1941—1945)» — посвящённый памяти воинов погибших в годы Великой Отечественной войны в городе Олёкминск, Республики Саха (Якутия).
- Образован новый населенный пункт Нефтезаводск на левом берегу Амударьи в Чарджоуской области Туркменской ССР. В связи со строительством нового нефтеперерабатывающего завода[364].

## Родились
- 18 февраля — Ирина Лобачёва, российская фигуристка. Серебряный призёр Олимпийских игр в Солт-Лейк-Сити. Чемпионка мира 2002, чемпионка Европы 2003[373]
- 6 сентября — Юрий Шатунов, советский и российский певец, музыкант. Солист группы «Ласковый май»[374]